# Conteneur
Pour les articles homonymes, voir Conteneur (homonymie).

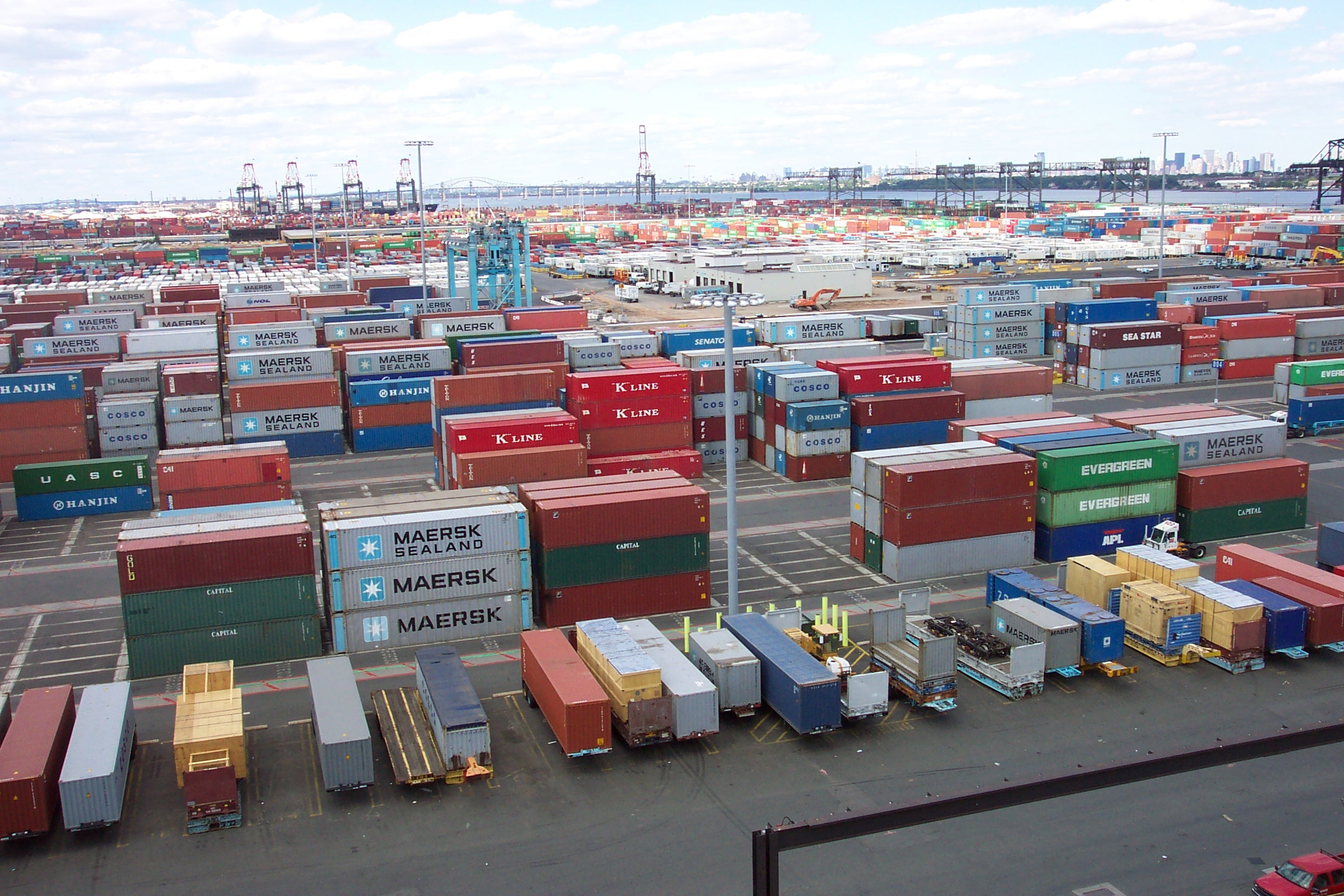
Conteneurs de 40 pieds au terminal Port Elizabeth dans le New Jersey.

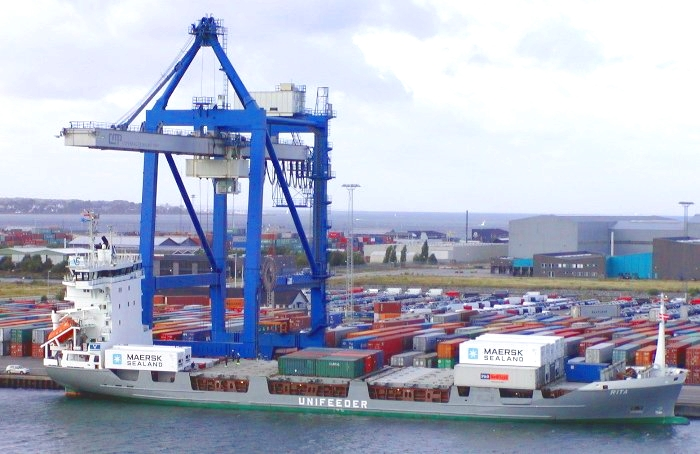
Porte-conteneurs à Copenhague.

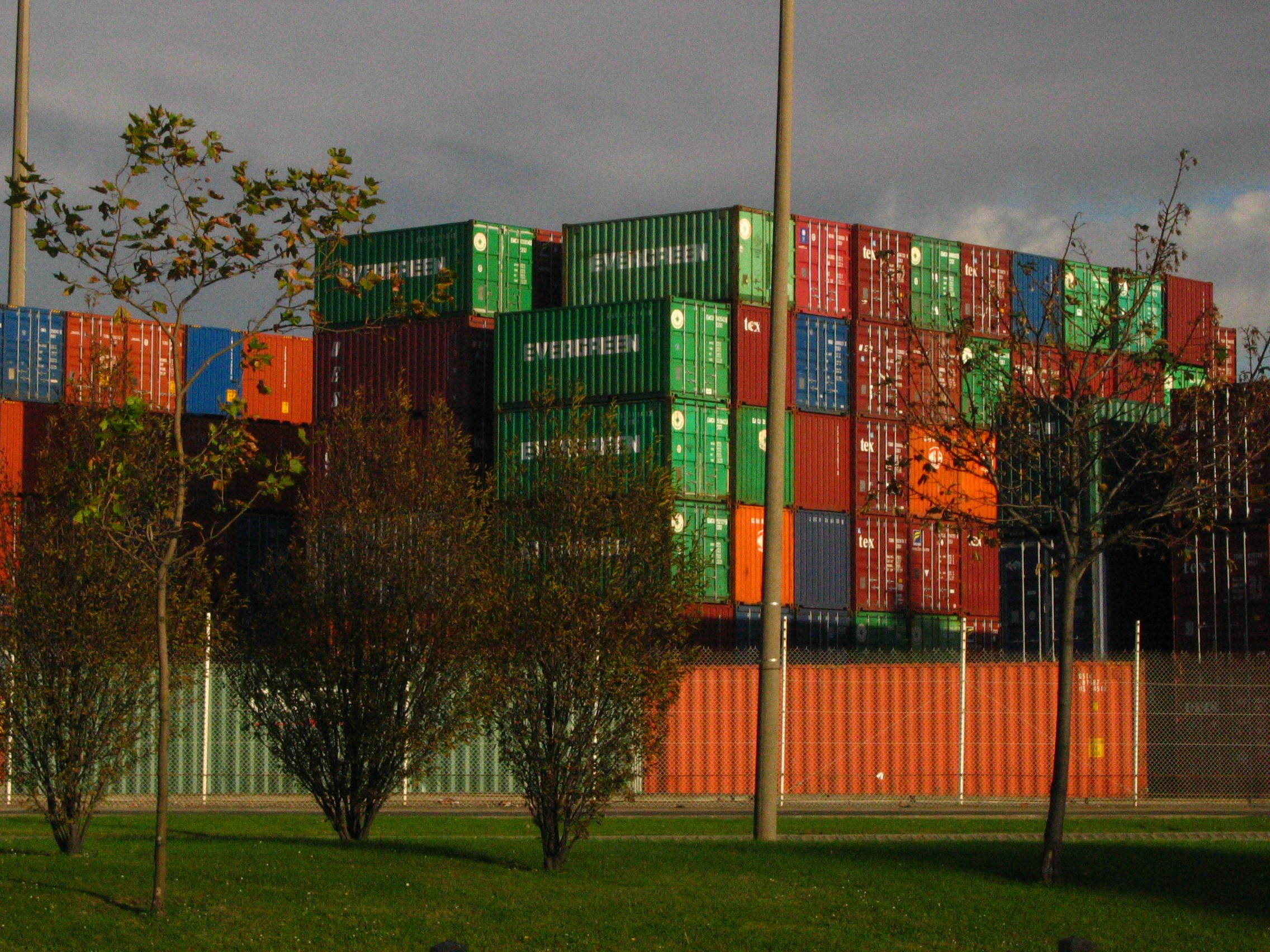
Stockage de conteneurs de 20 pieds dans le port du Havre, Seine-Maritime.

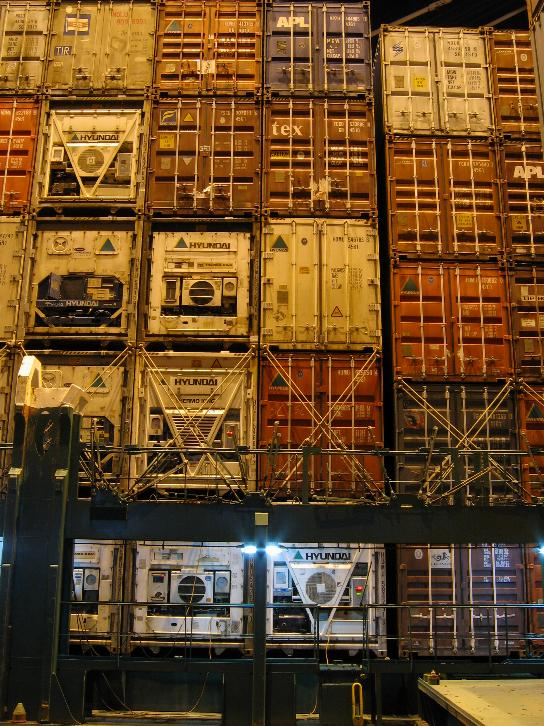
Empilement de conteneurs, dont certains réfrigérés, sur un porte-conteneurs.

Dans le domaine du transport, un conteneur (terme recommandé en France par la DGLFLF et au Canada par l'OQLF) ou container (anglicisme), est un caisson métallique parallélépipédique conçu pour le transport de marchandises par différents modes de transport. Ses dimensions ont été normalisées au niveau international. Il est muni à tous les angles de pièces de préhension permettant de l'arrimer et de le transborder d'un véhicule à l'autre (pièces de coin, corner casting ou corner fitting). Il fait partie de la catégorie des UTI (« unités de transport intermodal »), comme les caisses mobiles et certaines semi-remorques. Il permet ainsi de diminuer les temps de rupture de charge et de transbordement. Ses adaptations spécifiques facilitent les opérations de « mise en boîte » des marchandises (= empotage) et de vidage (= dépotage).
Selon la norme ISO (Organisation internationale de normalisation) établie en 1967, il y a trois grandes séries de conteneurs dont la longueur est respectivement de 20 pieds, 30 pieds (9,14 m) et 40 pieds. Tous les conteneurs de ces séries ont la même largeur, 8 pieds (243,84 cm), ce qui a permis le développement des navires porte-conteneurs, mais cette largeur ne suffit en général pas pour transporter de front deux palettes européennes normalisées EUR (1 200 mm × 800 mm) dans le sens de leur longueur, ni trois dans le sens de leur largeur. C'est pourquoi les caisses mobiles (dont les dimensions le permettent) ont connu un grand succès en Europe et en Asie[réf. nécessaire].
Le développement du conteneur est étroitement lié à celui des échanges internationaux par voie maritime, particulièrement des produits manufacturés. Les statistiques de transport intermodal sont généralement exprimées en unités « EVP », soit « équivalent vingt pieds ». Les premiers cargos 8 500 EVP sont entrés en service au début des années 2000 et leurs taille et capacité n'ont cessé de croître. En 2012, la compagnie française CMA CGM a lancé le CMA CGM Marco Polo, d'une capacité de 16 020 conteneurs et qui était le plus long porte-conteneurs du monde en activité jusqu'à l'entrée en service en juillet 2013 du Mærsk Mc-Kinney Møller, d'une capacité de 18 270 conteneurs.
Les principaux fabricants de conteneurs sont deux sociétés chinoises : China International Marine Containers (CIMC) qui détient la moitié du marché mondial avec 1,2 million d'unités produites en 2004 (contre 70 000 en 1994) et Singamas. Un conteneur simple de 20 pieds coûtait en 2007 environ 1 400 euros, pour une durée de vie de 15 ans.
En 2012, il y avait environ 20,5 millions de conteneurs intermodaux dans le monde de différents types pour s'adapter à divers types de marchandises. Les conteneurs ont largement supplanté le fret traditionnel en vrac. En 2010, les conteneurs représentaient 60 % du commerce maritime mondial,,.

## Histoire
Le premier standard pour les conteneurs a été établi en 1933 par le Bureau international des containers et du transport intermodal (en) (BIC) suivi d'un autre standard en 1935 dans le but premier d'assurer les échanges entre pays européens. Pendant ce temps, aux États-Unis, les conteneurs n'étaient pas encore standardisés. Il n'était pas encore possible, ni en Europe ni aux États-Unis, de les empiler. En novembre 1932, les premières installations capables de manipuler des conteneurs a ouvert à Enola, en Pennsylvanie à l'initiative de la Pennsylvania Railroad. La conteneurisation est vue à l'époque comme une façon de revitaliser l'industrie du chemin de fer profondément affectée par le krach de 1929.
À la fin des années 1940, l’armée américaine ainsi que certaines firmes de transports maritimes commerciaux commencent à développer les premiers conteneurs. En 1948, l’armée américaine développe le « Transporteur », une boîte en métal rigide, capable de contenir 4,1 t de marchandise. Elle mesure alors 2,59 m de longueur pour 1,91 m de largeur et 2,08 m de profondeur.
Le « Transporteur » devient ensuite la Boîte Conex (Conteneur Express) en 1952. Gardant ses proportions et sa capacité, on développe tout de même un modèle plus petit que l’on peut empiler.
Malcom McLean contribue à démocratiser l’utilisation du conteneur dans les années 1950. Le transport de marchandises est alors extrêmement lent, prenant souvent plusieurs jours et nécessitant énormément de travail manuel. À titre représentatif, il faut alors plus de 150 personnes travaillant au moins quatre jours pour décharger un cargo conventionnel. En 1955, Malcom McLean se retrouve à la tête de la Compagnie Pan Atlantic et signe un traité avec la Commission maritime pour obtenir la permission de construire sept nouveaux vaisseaux pouvant accueillir des véhicules de transport comme des camions et des voitures. Il se sert alors d’un premier navire modifié afin d’accueillir les véhicules, qu’il baptise Ideal X, suivi rapidement par un deuxième, baptisé Almena. Face au succès de cette expérience, il décide de désolidariser la « caisse » contenant les marchandises du châssis de la remorque. Cette idée donne naissance au conteneur,. Au printemps 1956, les deux navires effectuent les premiers voyages de porte-conteneurs. Une deuxième paire de porte-conteneurs, Maxton et Coalinga Hills, suit très vite.
Dans les années qui suivent, plusieurs navires de transport maritime sont convertis en porte-conteneurs. Comme les modifications sont entièrement nouvelles et innovantes en ingénierie maritime, de nouveaux problèmes doivent être résolus par l’équipe d’ingénieurs de la compagnie Pan Atlantic. Le premier navire à subir ces modifications, le Gateway City, fait alors office de modèle et permet à l’ingénierie maritime de faire un pas en avant. Pour décharger un bateau similaire au Gateway City, il ne faut maintenant plus qu’une quinzaine de personnes travaillant une dizaine d’heures, réduisant ainsi drastiquement les coûts liés et au personnel et permettant aux porte-conteneurs de passer beaucoup plus de temps en mer, ce qui réduit la congestion dans les ports. De plus, le vol de marchandise sur les quais devient bien moins fréquent étant donné la sécurité qu’offrent les conteneurs que l’on peut sceller efficacement et, si l’on s’en fie aux statistiques de la compagnie Pan Atlantic, les potentiels dommages causés à la marchandises durant les voyages semblent se réduire.
La popularité croissante des porte-conteneurs soulève aussi le problème de l’empilement des conteneurs. Comme les premiers modèles sont fortement inspirés des remorques de camions, il faut apporter plusieurs modifications majeures à leur structure pour qu’ils supportent le poids d’un autre conteneur. Le nouveau design utilise le cadre, en particulier les poteaux verticaux dans les coins, pour soutenir la plupart du poids. On utilisera plus tard des murs horizontaux comportant des ondulations verticales afin de complémenter le cadre. Pour s'assurer que les conteneurs ne glissent pas entre eux, on soude un cube de métal percé sur trois faces dans chaque coin. On insère un dispositif en métal servant de verrou pour unifier plusieurs conteneurs en une seule structure.
L’invention du conteneur et du porte-conteneur restera toutefois confinée à la côte est des États-Unis pendant dix ans. Celui-ci franchira l'Atlantique en 1966 et connaîtra ensuite une croissance fulgurante. Il faudra la guerre du Viêt-Nam pour que la demande devienne assez importante et que son invention se généralise. En effet, celle-ci a obligé l'armée américaine à déplacer des masses importantes de marchandises d'Amérique en Asie. Il faut alors attendre le début des années 1980 pour que le standard de McLean soit utilisé à l'échelle mondiale.
En effet, le développement, et l'atout principal, du transport de conteneurs est lié à la standardisation. Deux compagnies, Sea-Land Service, fondée par McLean, et Matson Navigation, ont établi dès les années 1960 leurs propres tailles de conteneurs, respectivement 35 pieds et 24 pieds. L'American National Standards Institute (ASA) fixa ensuite les longueurs à 10, 20, 30 et 40 pieds pour une hauteur et une largeur de 2,44 m. L'ISO fixa ensuite des standards mondiaux. Les mesures ont toujours été fixées en pieds. Le comité ISO TC-1048 a pris le relais pour définir les dimensions, matériaux, contraintes, etc., appliquées aux conteneurs, données dans les normes ISO 1496-1 (1990) et ISO 668 (1995).
Cependant, les dimensions des conteneurs se révélèrent incompatibles avec celles des entrepôts ainsi qu'avec la manière dont les camions étaient chargés, conduisant à ne les utiliser que pour le transport maritime et ferroviaire. Depuis les années 2010, des projets sont en cours, tant aux États-Unis avec l'aide de la National Science Foundation que dans l'Union européenne (projet Modulushca), pour inventer des conteneurs pouvant s'adapter également au transport routier et ainsi favoriser le transport combiné rail-route. Ces projets sont rassemblés dans le Physical Internet (en) Initiative.
Pour illustrer l’évolution plus récente de la croissance du transport maritime, les échanges par voie maritime sont passés de 550 millions de tonnes en 1950 à 5,5 milliards de tonnes en 2002, soit une croissance moyenne annuelle de 4,5 % par an,. En 2021, 226 millions de conteneurs transitent annuellement sur les mers et océans.

## Limites

### Limites de création, d'entretien et d'utilisation des conteneurs
Les conteneurs impliquent également un investissement initial relativement élevé pour leur achat, la nécessité d'un entretien régulier (rouille, peinture, marquage…) ou de réparation (flancs, verrouillage des portes, pièces de coins…). On peut également considérer le coût des retours à vide sur certaines liaisons, l'imperfection de la normalisation des dimensions qui a tendance à se déstandardiser ; ainsi que les difficultés de dédouanement dans des zones non adhérentes à la Convention Internationale des Conteneurs, ou des durées d'attente de mise à quai parfois longues (ou impossible pour certaines dimensions) dans les ports maritimes mal ou insuffisamment équipés.
À ces difficultés inhérentes au transport maritime s'ajoute au premier semestre 2021 une pénurie de conteneur due à la crise sanitaire de la Covid-19. Le prix du transport par conteneurs a par exemple presque quadruplé en trois mois pour la route de la Chine vers l'Europe, passant de 2 119 dollars le 1er novembre 2020 à 7 827 dollars au 1er février 2021.

### Augmentation du trafic maritime

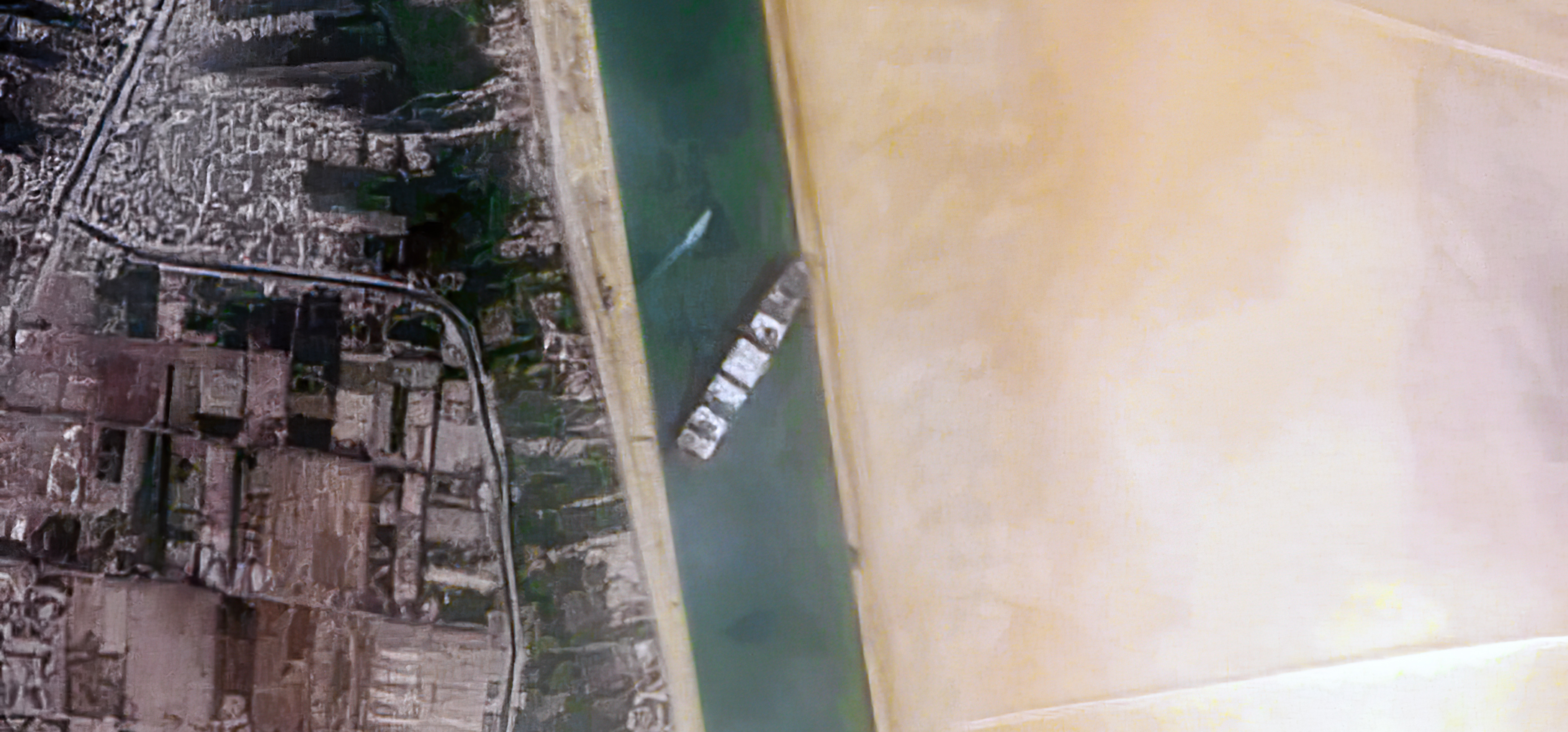
Porte-conteneur Ever-given de la compagnie Evergreen échoué le 27 mars 2021.

L’utilisation abondante des conteneurs peut causer des complications sur la circulation maritime dues à leur structure lourde et encombrante. Le nombre important de conteneurs fait que les ports deviennent de plus en plus remplis et il devient difficile de tous les gérer. Aux États-Unis, par exemple, les cargos venant d’Asie font la queue à leur arrivée sur la côte Ouest, et beaucoup d’entre ne peuvent décharger leur cargaison. Ces embouteillages sont amplifiés lorsque surviennent des accidents. Par exemple, le 23 mars 2021 au canal de Suez, le porte-conteneurs Ever Given de la compagnie Evergreen a dévié de sa trajectoire et s’est échoué sur un segment à voie unique, obstruant le canal et engendrant de gros bouleversements pour les échanges commerciaux pendant six jours. Cet incident, du fait de sa médiatisation importante, a ainsi révélé aux yeux du public combien les routes maritimes mondiales dépendent de la bonne circulation dans les canaux et passages resserrés. Dans cet exemple, le canal de Suez est emprunté par plus de 30 % du trafic mondial de conteneurs. L’accident a ainsi causé des pertes financières substantielles, en interrompant notamment la circulation pétrolière reliant le golfe arabo-persique à l’Europe.

### Impact environnemental
Non seulement l’entretien des conteneurs nécessite l'utilisation de gaz polluants, mais la conteneurisation prend part à la détérioration de l’écologie par les allers-retours de navires qui fonctionnent grâce à des carburants lourds, sources d'émissions de particules fines (dioxyde de carbone, soufre…). L’impact environnemental du transport maritime comprend également la pollution sonore, qui trouble l'écosystème maritime, notamment des baleines. En effet, elle affecte leur capacité à communiquer, menaçant leurs capacités à survivre. Un autre problème environnemental est la perte de conteneurs en mer, qui compte 1 382 conteneurs perdus chaque année entre 2008 et 2019. Des études menées par le CEDRE et des associations font état en 2021 de pertes beaucoup plus importantes, allant jusqu'à 15 000 conteneurs par année.

### Risques pour la santé des travailleurs portuaires
Les travailleurs portuaires sont en contact constant avec les conteneurs, et ceux-ci peuvent être sujets à des problèmes de santé, notamment à cause des gaz provenant des produits de fumigation (pouvant être incolores ou même inodores) ajoutés à l'intérieur des conteneurs pour éliminer les bacteries ou les rongeurs lors du transport (phosphine, bromure de méthyle, 1,2-dichloroéthane…) ; ou encore à cause des produits stockés dans ces conteneurs. De plus, les réglementations ne sont pas strictes sur la qualification des personnes pouvant ouvrir les conteneurs. En effet, les conteneurs peuvent être ouverts par les douaniers ou les dockers dans les ports, par les manutentionnaires travaillant sur les plateformes logistiques, par les personnels des entreprises de nettoyage et de maintenance ou par les routiers.
Des régulations sont mises en place et plusieurs campagnes de prévention luttent contre ces dangers. Depuis 2014, l’INRS mène des études sur la sécurité des travailleurs portuaires, et a mis en place des règles de bonne ouverture et de dépotage de conteneur.

## Tailles et masses actuelles

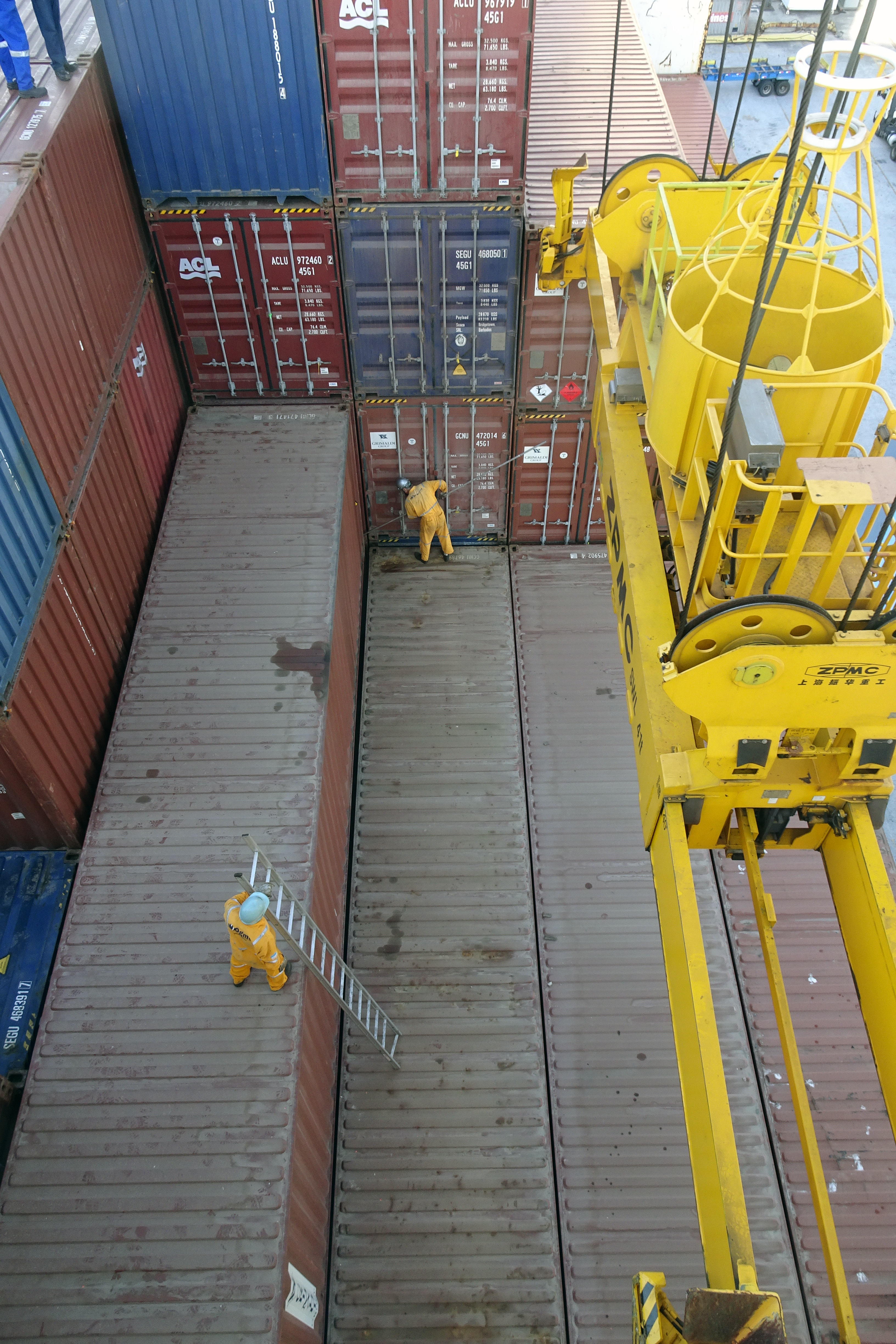
Déchargement de conteneurs dans le port de Vitória au Brésil

Les standards donnés par l'ISO n'empêchent pas d'autres tailles d'exister, employées par certains transporteurs. En Amérique du Nord, on trouve des longueurs de 48 et 53 pieds.
Cependant l'immense majorité des conteneurs a des dimensions extérieures standards :
- longueur de 20 pieds (6,058 m) ou 40 pieds (12,192 m) ;
- largeur de 8 pieds (2,438 m) ;
- hauteur de 8,5 pieds (2,591 m).

Les dimensions intérieures sont les suivantes :
- longueur de 20 pieds dry acier (5,905 m) ou 40 pieds (12,04 m) ;
- largeur de 2,33 m ;
- hauteur de 2,38 m ;
- hauteur passage de porte 2,30 m.

On trouve de plus en plus fréquemment des conteneurs high cube de 9 pieds (2,743 m) ou 9,5 pieds (2,896 m) de haut.
Le conteneur half height (4,25 pieds) propose une hauteur deux fois moindre, pour transporter de lourdes charges (qui atteignent le poids maximum autorisé) dans un volume réduit.
La masse d'un conteneur varie entre 1,8 tonne (pour un 20 pieds) à 4,2 tonnes (pour un 40 pieds high cube).
En fonction des besoins des chargeurs de multiples dimensions sont apparues. Citons par exemple :
- des babytainers de moins de 20', surtout utilisés vers des pays en voie de développement à équipements de terminaux de manutention limités ;
- des conteneurs géants de plus de 60 m3 ; sur de grandes liaisons transocéaniques chargées et bien équipées en terminaux modernes ;
- des pallet-wide qui, bénéficiant de l'apparition de nouveaux matériaux utilisés pour leur cadre permettent des gains sur les dimensions intérieures et ainsi une meilleure compatibilité avec les palettes standards.

La référence statistique reste le 20', le EVP (Equivalent Vingt Pieds) ou, plus fréquemment, le TEU (Twenty feet Equivalent Unit) avec les conversions suivantes :
- un 20 pieds vaut 1 EVP ;
- un > 20 pieds et < 40 pieds vaut 1,5 EVP ;
- un 40 pieds vaut 2 EVP ;
- un > 40 pieds vaut 2,25 EVP.

Tare des conteneurs :
- 2,3 tonnes est la tare moyenne d'un conteneur de 20 pieds ;
- 3,0 tonnes est la tare moyenne d'un conteneur > 20 pieds et < 40 pieds ;
- 3,7 tonnes est la tare moyenne d'un conteneur de 40 pieds ;
- 4,7 tonnes est la tare moyenne d'un conteneur > 40 pieds.

La résistance minimum à l’écrasement d’un conteneur a été fixée à 192 tonnes par la norme ISO 1496-1 (c'est-à-dire huit conteneurs de 24 tonnes gerbés au-dessus d’un neuvième).

## Types de conteneur

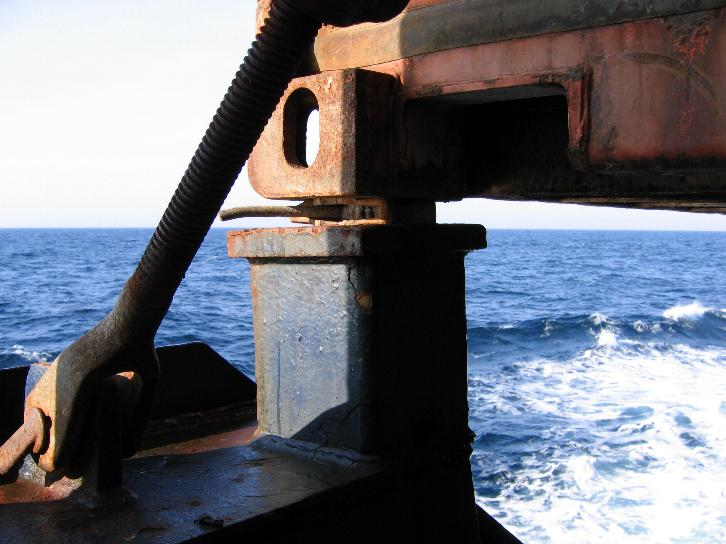
Détail du système de fixation d'un conteneur.

Si le conteneur « classique » (et le plus répandu) reste une simple boîte, souvent en acier corten soudé, il existe des conteneurs spécialisés : réfrigérés, ventilés, déshumidifiés, avec un réservoir de carburant, à munitions, à vêtements, sans toit, pliants, à bétail, à voitures, plats, citernes, etc.
En revanche, ils partagent le même système de fixation, par pièces de coin présentes sur les huit sommets du parallélépipède, et verrous tournants fixés sur les châssis des véhicules ou les engins de manutention.
On peut les répartir en quatre grandes catégories de tailles détaillées ci-dessous.
| Longueur Externe       | Longueur Interne          | Largeur Externe  | Largeur Interne    | Hauteur Externe    | Hauteur Interne    | Volume Utile | EVP | palettes EU au sol |
| ---------------------- | ------------------------- | ---------------- | ------------------ | ------------------ | ------------------ | ------------ | --- | ------------------ |
| Conteneur standard     |                           |                  |                    |                    |                    |              |     |                    |
| 20 pieds (6,09 m)      | 19.9 pieds (6,01 m)       | 8 pieds (2,44 m) | 7.7 pieds (2.34 m) | 8.6 pieds (2.59 m) | 7.8 pieds (2.39 m) | 33.2 m3      | 1   | 11                 |
| 40 pieds (12.18 m)     | 39.9 pieds (12.11 m)      | 8 pieds (2,44 m) | 7.7 pieds (2.34 m) | 8.6 pieds (2.59 m) | 7.8 pieds (2.39 m) | 67.6 m3      | 2   | 24                 |
| conteneurs 'High Cube' |                           |                  |                    |                    |                    |              |     |                    |
| 20 pieds HC (6.09 m)   | 19.9 pieds (6.01 m)       | 8 pieds (2,44 m) | 7.7 pieds (2.34 m) | 9.6 pieds (2.90 m) | 8.1 pieds (2.69 m) | 37.3 m3      | 1   | 11                 |
| 40 pieds HC (12.18 m)  | 39.9 pieds (12.11 m)      | 8 pieds (2,44 m) | 7.7 pieds (2.34 m) | 9.6 pieds (2.90 m) | 8.1 pieds (2.69 m) | 76.4 m3      | 2   | 24                 |
| Conteneurs réfrigérés  |                           |                  |                    |                    |                    |              |     |                    |
| 20 pieds (6.09 m)      | 17.9 pieds (5.44 mètres)  | 8 pieds (2,44 m) | 7.5 pieds (2.29 m) | 8.6 pieds (2.59 m) | 7.5 pieds (2.27 m) | 28.3 m3      | 1   | 10                 |
| 40 pieds (12.18 m)     | 37.9 pieds (11.56 mètres) | 8 pieds (2,44 m) | 7.5 pieds (2.29 m) | 8.6 pieds (2.59 m) | 7.5 pieds (2.27 m) | 59.3 m3      | 2   | 23                 |

### Conteneur classique

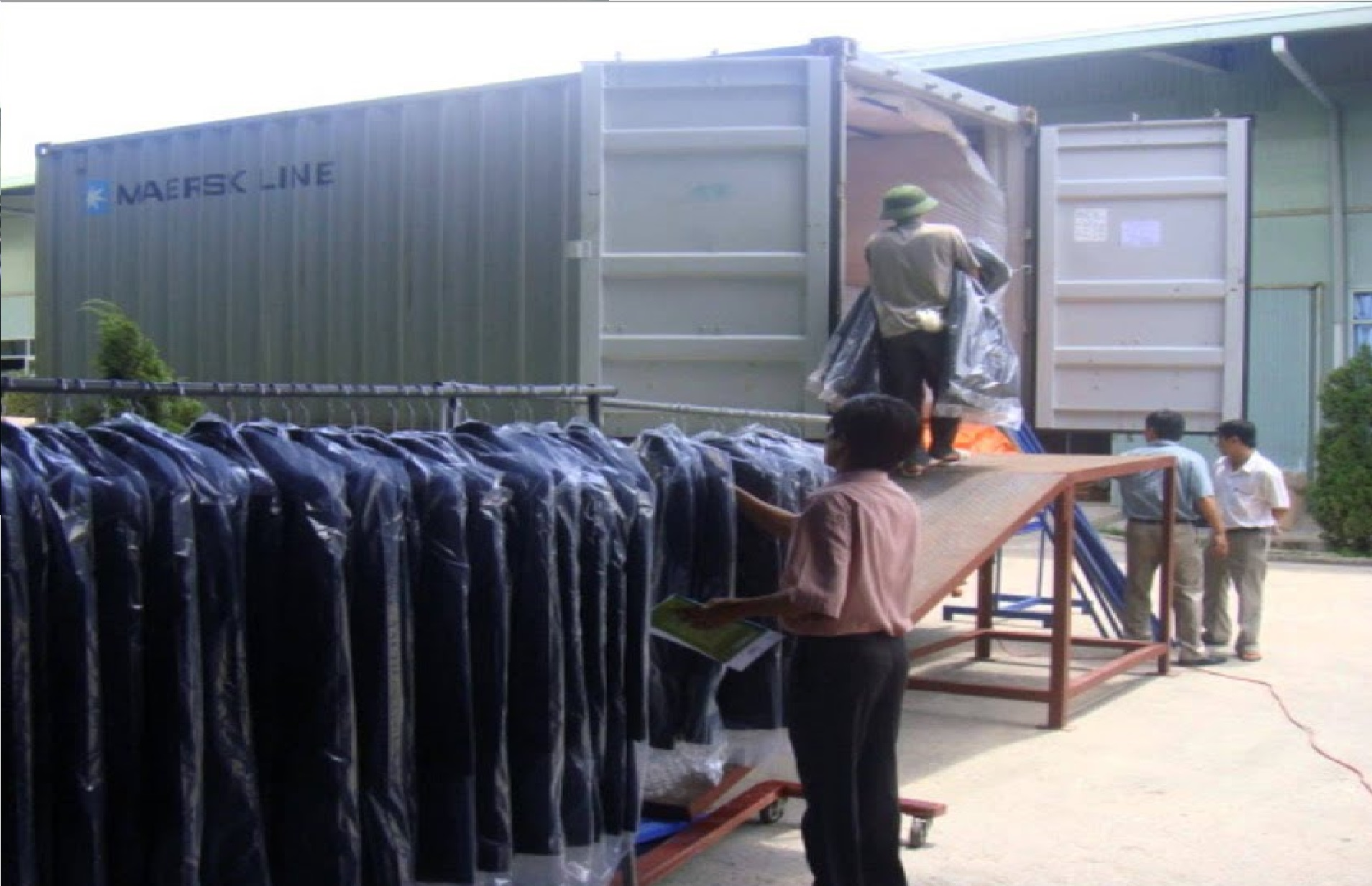
Conteneur transportant des vêtements sur cintres.

Ce modèle, également appelé "dry", est le plus répandu et est destiné aux marchandises pouvant être chargées en palettes, sacs ou cartons. C'est la version classique des conteneurs duquel découlent les différentes versions spécialisées.
Ils peuvent être adaptés pour différents produits comme les conteneurs pour vêtements sur cintres (garmentainer, mot-valise anglais issu de la contraction de garment – « vêtement » – et container),.
Certains de ces conteneurs peuvent également se voir doter de doubles portes pour faciliter le chargement, aussi nommé DD pour "double door".

### Conteneur aéré ou ventilé fermé
Ce conteneur est muni d’orifices de ventilation dans les logerons pour permettre la circulation de l’air. Il est adapté au transport de fruits secs (café en sacs, abricots, dattes…) et légumes secs (ail, oignon…).

### Conteneur à toit ouvrant
Ces conteneurs aussi nommés open top ont les mêmes caractéristiques que les conteneurs classiques mais ils sont dépourvus de toit rigide. Ils sont spécialement conçus pour le transport de produits manufacturés lourds ou volumineux car le chargement peut se faire par le toit à l’aide d’une grue ou d’un pont roulant.

### Conteneur à parois latérales
Ce conteneur aussi appelé "open side" dispose de parois latérales largement ouvrantes permettant l'évolution de chariots à fourches, décliné en multiples variantes, selon le nombre de côtés ouvrants, d'un à quatre.

### Conteneur citerne

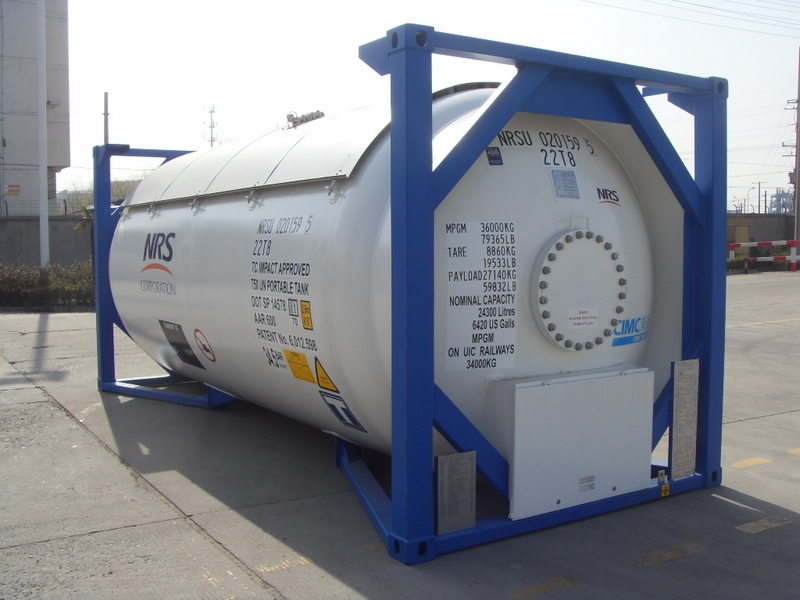
Conteneur citerne de 20 pieds

Le conteneur citerne permet de transporter des liquides en vrac, des liquides alimentaires aux produits dangereux et éviter l'utilisation de fûts. Si tous ces conteneurs ont un aspect identique, ils ne peuvent transporter qu'un type de produit particulier en fonction des matériaux utilisés et de leur conception. Un conteneur spécialisé dans les produits explosifs ne peut pas recevoir de produits corrosifs et inversement. Le poids maximal d'un conteneur est de 26 000 kg, c’est la raison pour laquelle la grande majorité de ces citernes se situe entre 20 ou 30 pieds.
Ces conteneurs sont similaires à leurs homologues "secs" avec des armatures métalliques sur les bords de la citerne. Ces installations permettent à ces conteneurs d'être chargés sans contraintes sur les divers transports multimodaux possibles.
Selon QY Research, la valeur du marché mondial des conteneurs ISO Tank était de 790 millions de dollars en 2018 et devrait atteindre 1580 millions de dollars d'ici la fin de 2025, avec un taux de croissance annuel composé de 9,0 % pendant la période 2019-2025.

### Conteneur réfrigéré

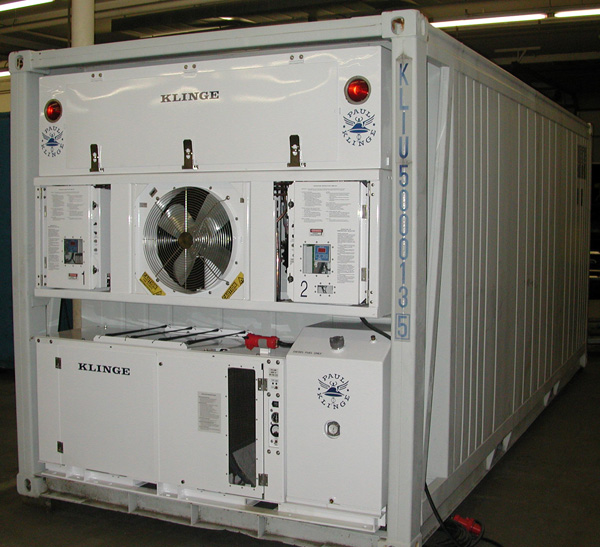
Un conteneur disposant de deux unités de réfrigération et d'un moteur diesel pour son alimentation

Un conteneur réfrigéré ou conteneur frigorifique est un conteneur capable de maintenir une certaine température quelles que soient les conditions extérieures. Son contrôle est assuré par une transmission de ses paramètres à la passerelle. Le principe du conteneur est basé sur un dispositif de production de froid alimenté en courant par des prises électriques spéciales sur le moyen de transport, le plus souvent des porte-conteneurs. Sauf produits spéciaux nécessitant de l'air extérieur, seul l'air intérieur est refroidi via un moteur à l'arrière du conteneur. Cet air circule ensuite par le plancher pour se propager dans tout le conteneur uniformément puis remonte vers le haut du conteneur. Une fois arrivé en haut, l'air est capté par le moteur puis refroidi et réinjecté dans le système.
La température intérieure des conteneurs peut varier entre +25°C et -25°C pour la majorité des conteneurs. Pour certains produits, cette température peut descendre jusqu'à -60°C. L'asservissement de la température est géré par le système du navire qui transmet tous les paramètres aux commandants du navire.
Certains conteneurs réfrigérés sont aussi dotés d'un système de contrôle d'atmosphère, une technologie fournissant un niveau adéquat de gaz, retardant ainsi le processus de respiration pendant le transport. Ce système régule en permanence la température, l'humidité et les niveaux corrects d'oxygène, de dioxyde de carbone et d'azote à l'intérieur du conteneur réfrigéré, ce qui permet de prolonger la durée de vie du produit.
Dès que le conteneur est débarqué à terre, il est pris en charge par le service technique du port de livraison pour être traité dans les mêmes conditions qu'à bord.

### Conteneur vrac

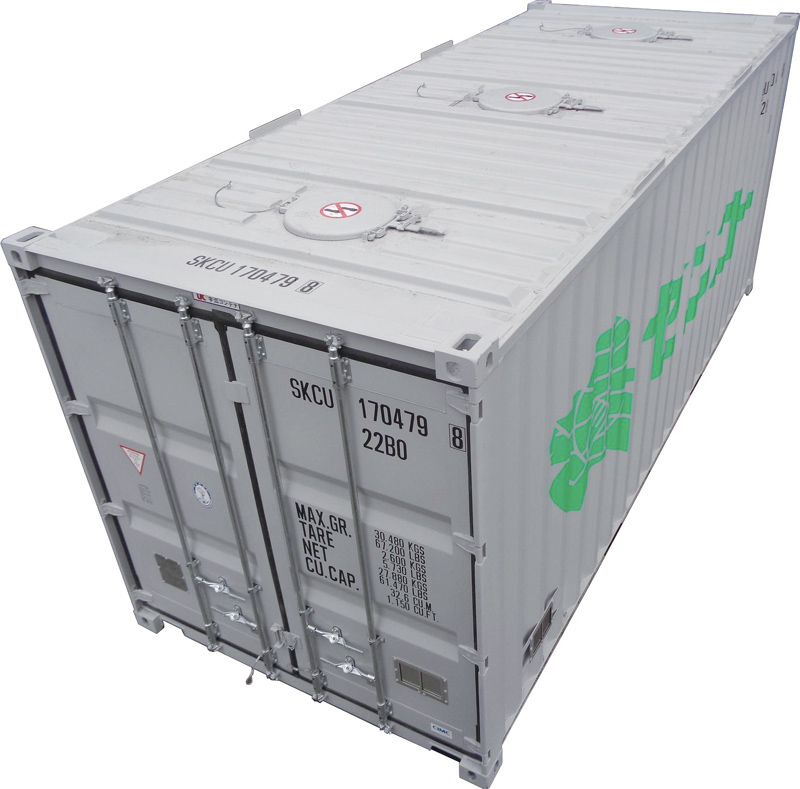
Conteneur vrac ayant trois trappes sur le dessus

Les conteneurs vrac, aussi nommés BULK, sont des conteneurs standards mais disposent de particularités techniques spécifiques au transport en « vrac ». Ils sont pourvus de trous d'homme circulaires en toiture (généralement d’un diamètre de 50 centimètres avec couvercle en acier inoxydable), permettant l'empotage par gravitation ou techniques pneumatiques. En outre, ils sont généralement équipés d'une trappe en partie basse pour permettre le vidage par gravitation des floculents, poudres, etc..

### Conteneur plat et repliable
Également appelé flattainer, flat rack ou gondola, ces conteneurs sont constitués d'une base et de deux parois aux extrémités avec des ridelles sur les parois latérales. Cela permet le chargement de produits volumineux (tracteur par exemple) hors dimensions en hauteur et/ou en largeur.
Des aménagements spécifiques peuvent les équiper, par exemple les coils carrier avec leurs fosses d'arrimage pour les rouleaux sidérurgiques.
Les parois frontales peuvent être rabattables, ce qui permet le gerbage pour le retour à vide (en dimensions standard, cinq repliés occupent le volume d'un déplié).

### Conteneurs pour déchets radioactifs faiblement radioactifs
Des conteneurs spéciaux ont été développés pour le transport de ce type de déchets (en sacs, en bidons...) ou de type citernes pour les déchets liquides.
En Russie, ECOMET-S a créé (avec l’institut VNIPIET) sa propre flotte de conteneurs de transport ; de type KTBN-3000 (soit 20 m3, capacité de charge - 3 tonnes) et depuis 2005 UKTN-24000 (disposant d'une grande contenance ; 32,2 m3, pouvant accueillir jusqu'à 20 t, compatible avec les modes de transport ferroviaire, routier et maritime, [réf. nécessaire].

## Numéro d'identification
L'identification du conteneur est réalisée au moyen d'une combinaison alphanumérique à onze caractères (quatre lettres suivis de sept chiffres).
Les trois premières lettres désignent le propriétaire et sont attribuées aux entreprises par le Bureau international des conteneurs et du transport intermodal (BIC). La quatrième lettre prend les valeurs suivantes :
U pour les conteneurs
J pour les équipements auxiliaires
Z pour les châssis ou les remorques de transport routier
Il est suivi de 6 chiffres et enfin d'un chiffre de contrôle pour valider la combinaison avec les 10 chiffres précédents.
Ce chiffre de contrôle est de la plus haute importance car il garantit une transmission sûre entre les différentes entreprises impliquées. Il est calculé au moyen d'un algorithme détaillé ci-dessous. Tout d'abord, une valeur est attribuée aux lettres selon le tableau suivant :
| A  | B  | C  | D  | E  | F  | G  | H  | I  | J  | K  | L  | M  | N  | O  | P  | Q  | R  | S  | T  | U  | V  | W  | X  | Y  | Z  |
| 10 | 12 | 13 | 14 | 15 | 16 | 17 | 18 | 19 | 20 | 21 | 23 | 24 | 25 | 26 | 27 | 28 | 29 | 30 | 31 | 32 | 34 | 35 | 36 | 37 | 38 |

- Note : la valeur 11 et ses multiples 22 et 33 sont ignorés.

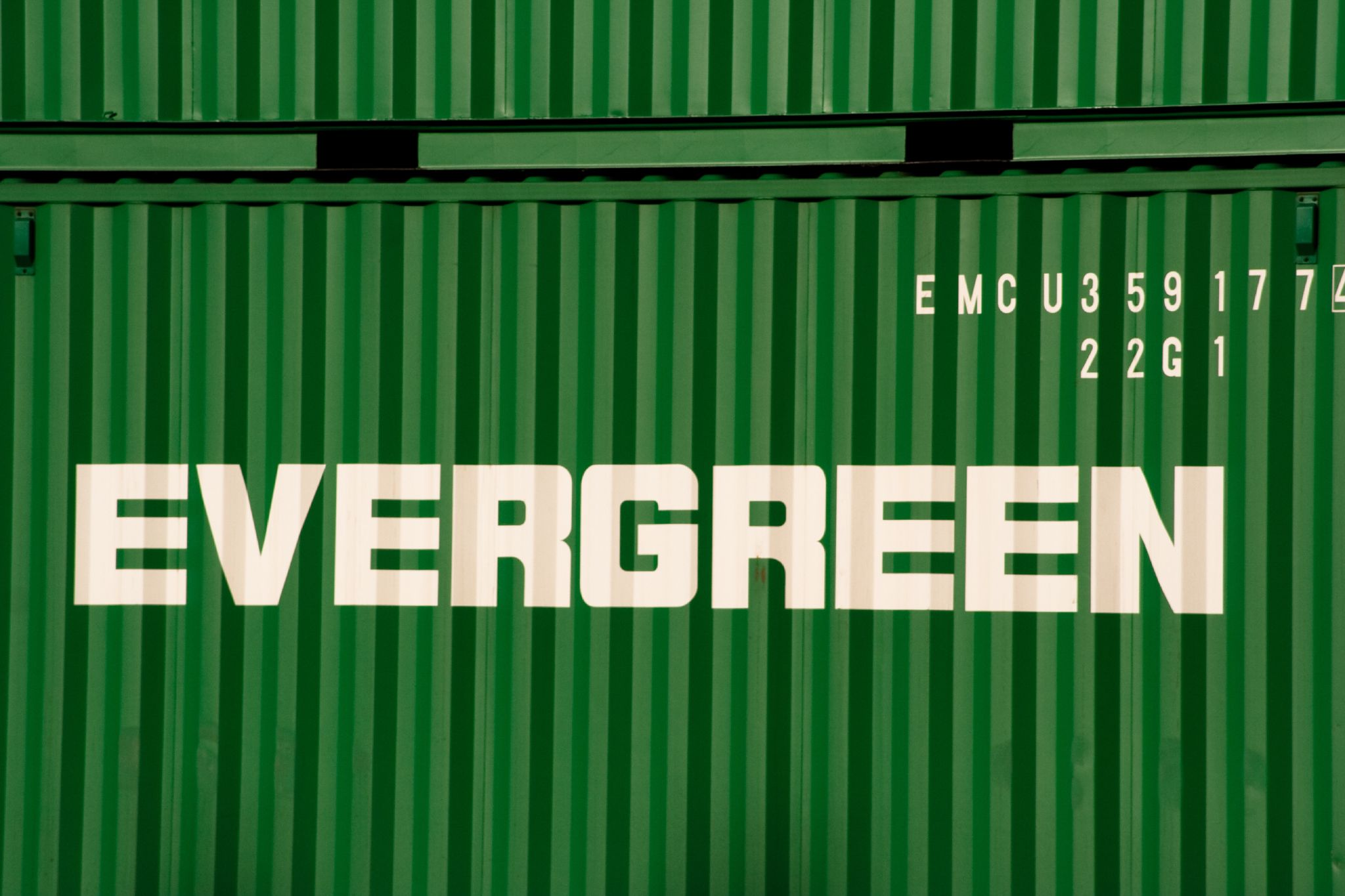
Conteneur Evergreen code : EMCU 359 177 4

En prenant comme exemple le conteneur de la photographie :
EMCU 359177 4 (chiffre de contrôle 4).
On calcule la somme de chacun des 10 premiers chiffres multipliés par une puissance croissante de 2 :
E=15 → 15 × 2^0 = 15×1 = 15
M=24 → 24 × 2^1 = 24×2 = 48
C=13 → 13 × 2^2 = 13×4 = 52
U=32 → 32 × 2^3 = 32×8 = 256
3 → 3 × 2^4 = 3×16 = 48
5 → 5 × 2^5 = 5×32 = 160
9 → 9 × 2^6 = 9×64 = 576
1 → 1 × 2^7 = 1×128 = 128
7 → 7 × 2^8 = 7×256 = 1 792
7 → 7 × 2^9 = 7×512 = 3 584
La somme des chiffres ci-dessus, qui est égale à 6659, est divisée par 11 : {\displaystyle {\frac {6659}{11}}=605.3636},
On ignore la partie décimale : 605,
On multiplie par 11 : 605 × 11 = 6655,
La différence entre la somme initiale 6659, et ce nombre 6655, est le chiffre de contrôle ; dans ce cas, 4 : 6659 - 6655 = 4. Si la valeur résultante est 10, le chiffre de contrôle est 0.
Tous les systèmes numériques effectuent ce calcul au moment de l'entrée d'un conteneur. Si le chiffre n'est pas valide, l'opérateur est informé que certaines données sont incorrectes.

## Les vérifications et les manutentions

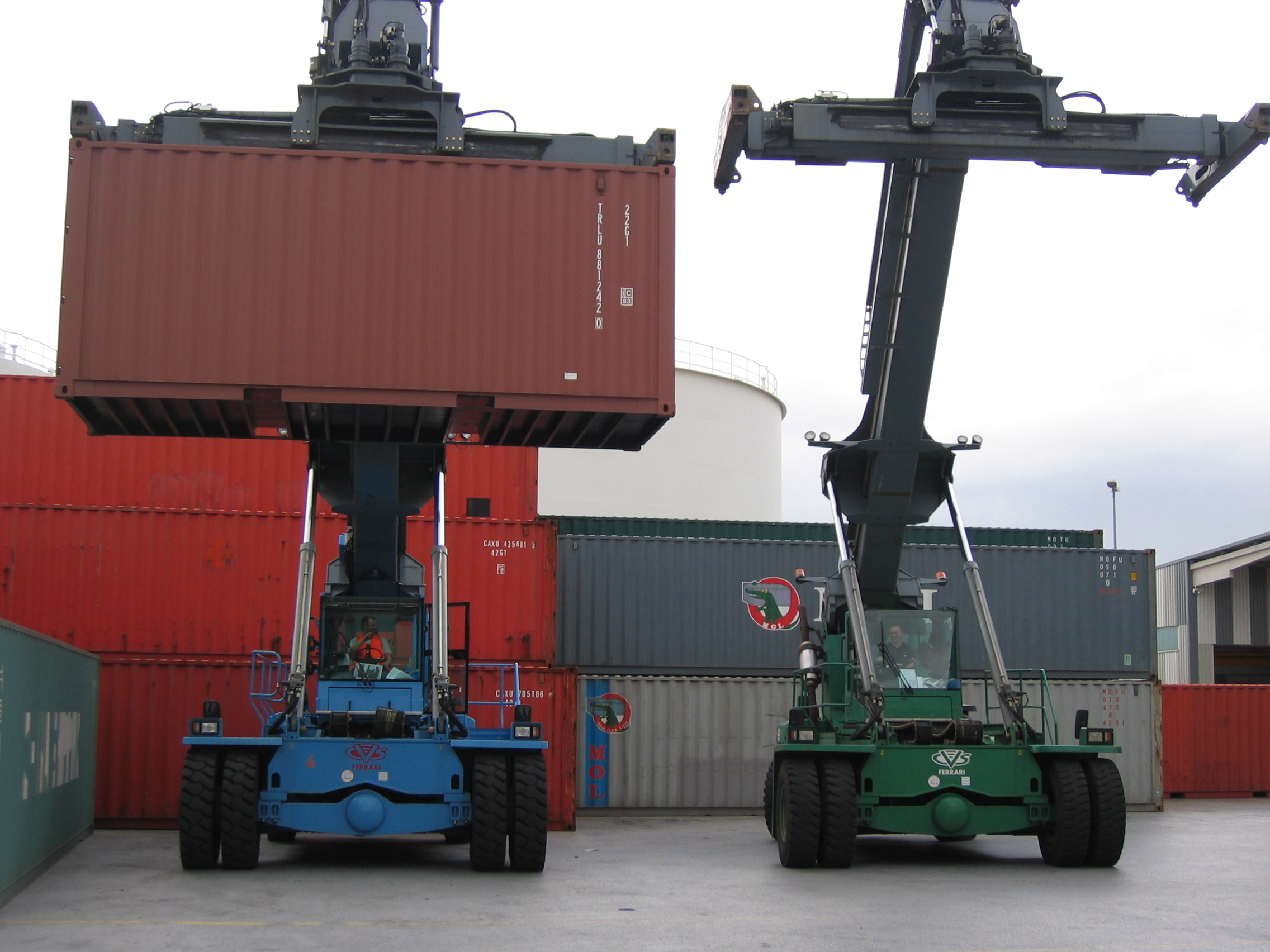
Reach Stacker, chariot porte-conteneurs de CVS Ferrari.

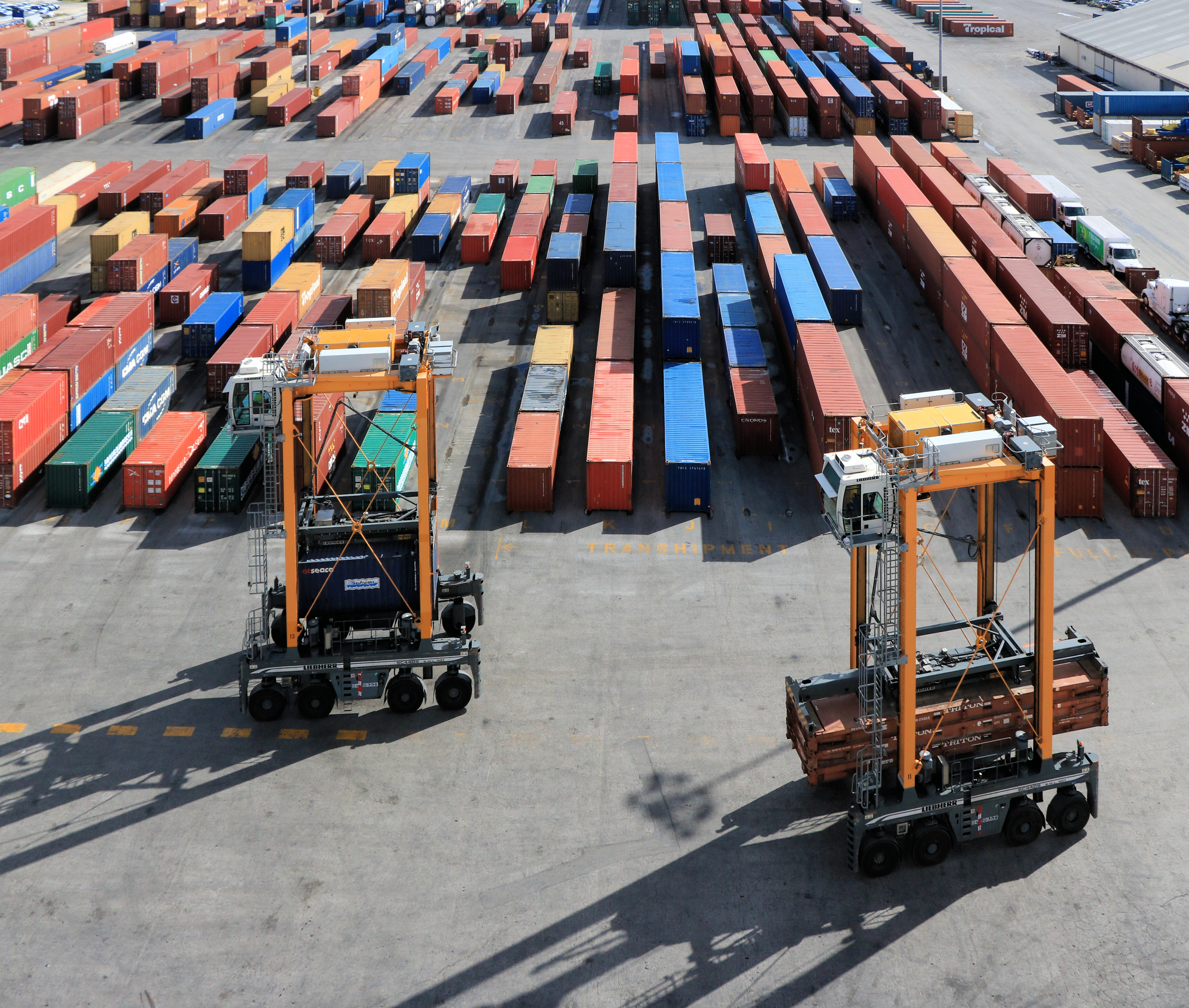
Chariots cavaliers dans le (à La Barbade).

Quelques éléments demandent à être aisément vérifiables avant usage : le bon état des parois, des pièces de coins, la fermeture des portes, la lisibilité du marquage.
À l'intérieur, les parois doivent être en bon état, sans accrochage indésirable ; absence d'odeurs, d'humidité en fonction des marchandises ; étanchéité ; état des points de fixation.
Le levage s'effectue à partir des quatre pièces de coins supérieures à l'aide des verrous tournants qui s'y engagent. Ce levage peut être effectué par une multitude d'engins mais dont le point commun est la présence d'un cadre rectangulaire portant les verrous tournants : le spreader ou palonnier ou encore plafonnier selon les lieux. Sur les quais maritimes, des portiques, des élévateurs à flèche, des grues mobiles… assurent les transbordements et les déplacements. Le chariot cavalier, haut sur pattes et très mobile, assure le gerbage.
Le gerbage peut être effectué sur plusieurs niveaux (six à huit) et, si nécessaire, des verrous tournants doubles placés entre chaque conteneur gerbé assurent la rigidité de l'ensemble. L'empotage consiste à charger la marchandise dans le conteneur, à l'arrimer, à la répartir pour assurer la stabilité. Le recours à des firmes spécialisées est fréquent car, mal effectué, l'empotage peut avoir des conséquences sur la marchandise, sur le conteneur lui-même, sur les personnes, sur le constat d'avarie.
L'opération inverse est le dépotage. Ces opérations peuvent être précisées par contrat, par exemple : empotage par le chargeur et dépotage par le destinataire.
L'empotage est régi par des règles de bon sens :
- planifier l'empotage au préalable, pour permettre l'équilibrage, la compensation masse-volume, la gestion du volume ;
- équilibrer les masses : centre de gravité près du plancher et de son centre, masses lourdes au centre et le plus près du plancher, masses fluides sous les masses solides, masses homogènes réparties uniformément sur le plancher ;
- solidariser les masses afin de les empêcher de « pousser » sur les parois ;
- placer les conteneurs vides au centre, les munir d'amortisseurs ;
- ne pas surcharger dans le cas de certaines marchandises : elles peuvent gonfler sous certains climats et entraîner la déformation des parois en « panse de vache » et ainsi le blocage dans les cellules du navire porte-conteneurs ;
- respecter les contraintes en cas de marchandises dangereuses.

Suivant ce qui a été transporté dans un conteneur, ou suivant le traitement qu'il a pu subir (désinfection par exemple), les opérateurs chargés de son dépotage peuvent être exposés à l'inhalation de poussières ou de substances chimiques dangereuses, dont certaines cancérogènes.

## Des formules d'acheminement
En fonction des opérations d'empotage et de dépotage, le conteneur sera :
- un FCL départ - FCL arrivée : Full Container Load ; D'un expéditeur A à un destinataire B ;
- un FCL-LCL (Less than a Container Load) : expéditeur A puis dégroupage à l'arrivée vers différents destinataires ;
- un LCL-FCL : groupage au départ vers un destinataire ;
- un LCL-LCL : groupage au départ et dégroupage à l'arrivée.
- Un envoi H/H (House to House) se fait de domicile à domicile. Toutefois ce terme est imprécis et sa signification varie dans le monde. Il n'est pas forcément acheminé en terrestre par le transporteur.
- Un envoi P/P (Pier to Pier) est LCL-LCL entre deux centres de groupage. La mention « member line to stuff and to strip » peut préciser les rôles.
- Un envoi Door to Door désigne un conteneur empoté sur le lieu de production et dépoté sur le lieu de livraison.
- Un Door to Pier entre le lieu de production et un terminal à quai.
- Le merchant haulage fait que l'expéditeur (ou le destinataire selon le cas) se charge du pré-acheminement et du post-acheminement en FCL et en assume les frais. Il se procure un conteneur, l'empote et le met au lieu désigné par la ligne ; il assume les mêmes opérations à l'arrivée.
- Le carrier haulage se différencie par le fait que c'est la compagnie maritime qui se charge du pré-transport et post-transport par route, rail ou barge, de ce fait seules les opérations d'empotage et de dépotage sont à charge de l'expéditeur et du destinataire.

## Compagnies de transport de conteneurs
Le trafic mondial a atteint 30,6 millions de capacité EVP en aout 2024 sur 7 075 porte-conteneurs.
| Compagnie                          | Capacité EVP | part de marché | navires |
| ---------------------------------- | ------------ | -------------- | ------- |
| Mediterranean Shipping Company     | 6 083 395    | 20.0 %         | 852     |
| Maersk                             | 4 367 915    | 14.3 %         | 711     |
| CMA CGM                            | 3 821 272    | 12.6 %         | 649     |
| COSCO                              | 3 259 992    | 10.7 %         | 507     |
| Hapag-Lloyd                        | 2 220 162    | 7.3 %          | 290     |
| Ocean Network Express              | 1 928 004    | 6.3 %          | 244     |
| Evergreen Marine Corporation       | 1 697 721    | 5.6 %          | 221     |
| Hyundai Merchant Marine            | 869 935      | 2.9 %          | 79      |
| Zim Integrated Shipping Services   | 752 509      | 2.5 %          | 131     |
| Yang Ming Marine Transport         | 695 108      | 2.3 %          | 93      |
| Wan Hai Lines                      | 527 631      | 1.7 %          | 124     |
| Pacific International Lines        | 342 659      | 1.1 %          | 93      |
| X-Press Feeders Group              | 178 975      | 0.6 %          | 94      |
| SITC                               | 176 981      | 0.6 %          | 113     |
| Sea Lead Shipping                  | 176 216      | 0.6 %          | 53      |
| Korea Marine Transport Corporation | 159 918      | 0.6 %          | 66      |
| Unifeeder                          | 146 665      | 0.5 %          | 91      |
| IRISL Group                        | 144 176      | 0.5 %          | 31      |

## Galerie de conteneurs

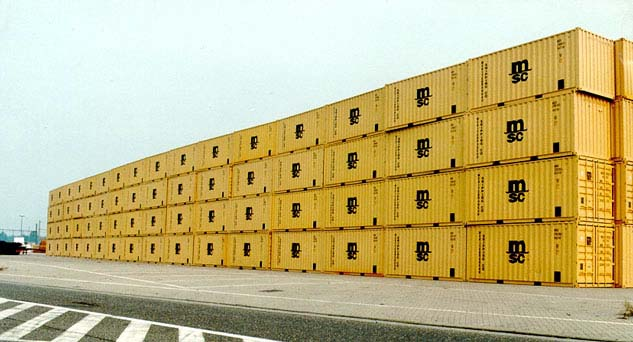
Gerbage de conteneurs MSC.
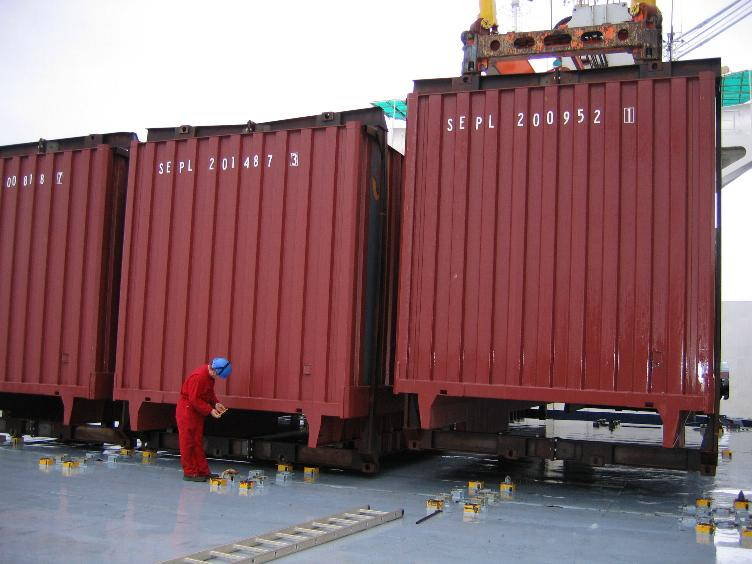
Conteneurs high cube.
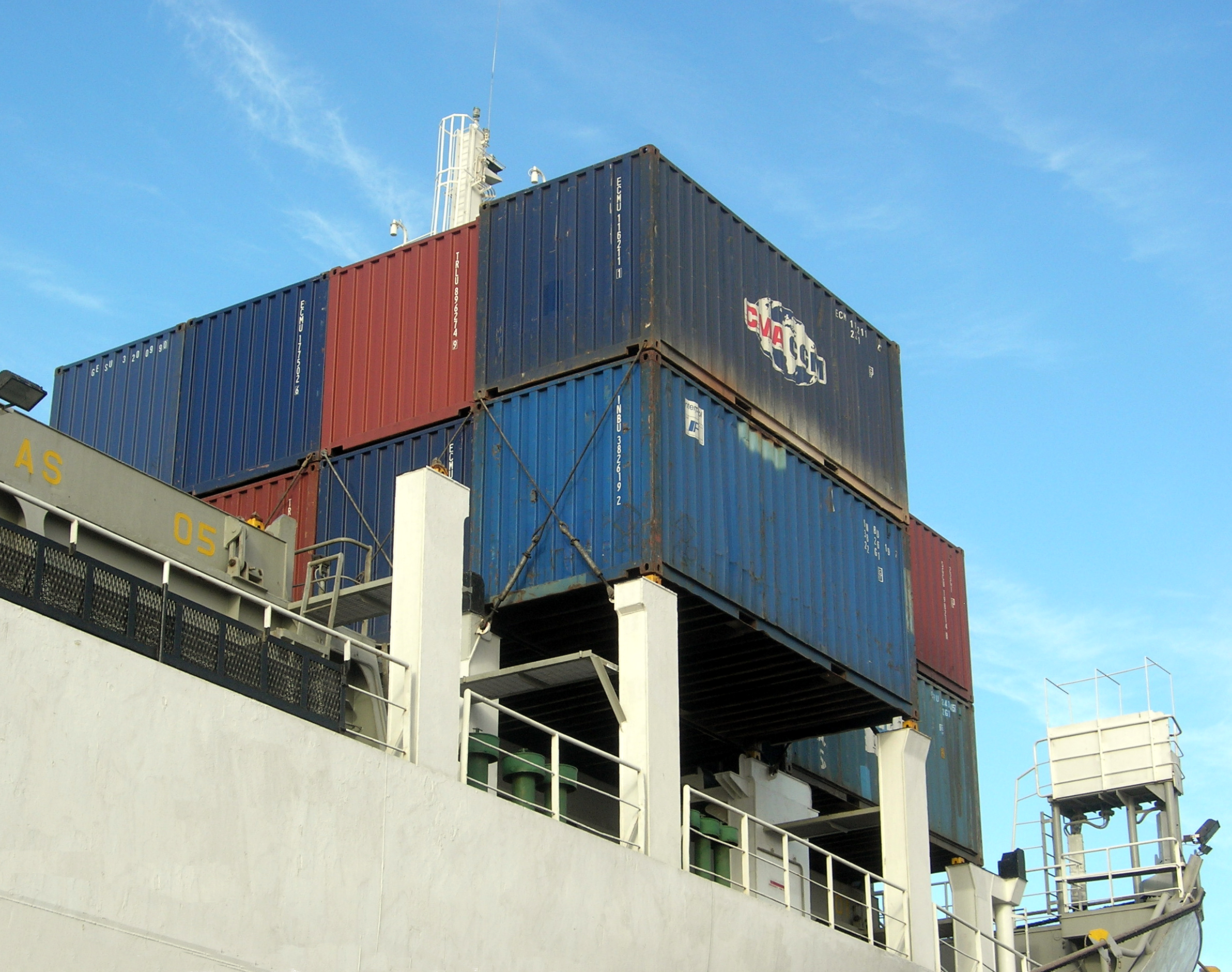
Fixation de conteneurs sur un porte-conteneurs.
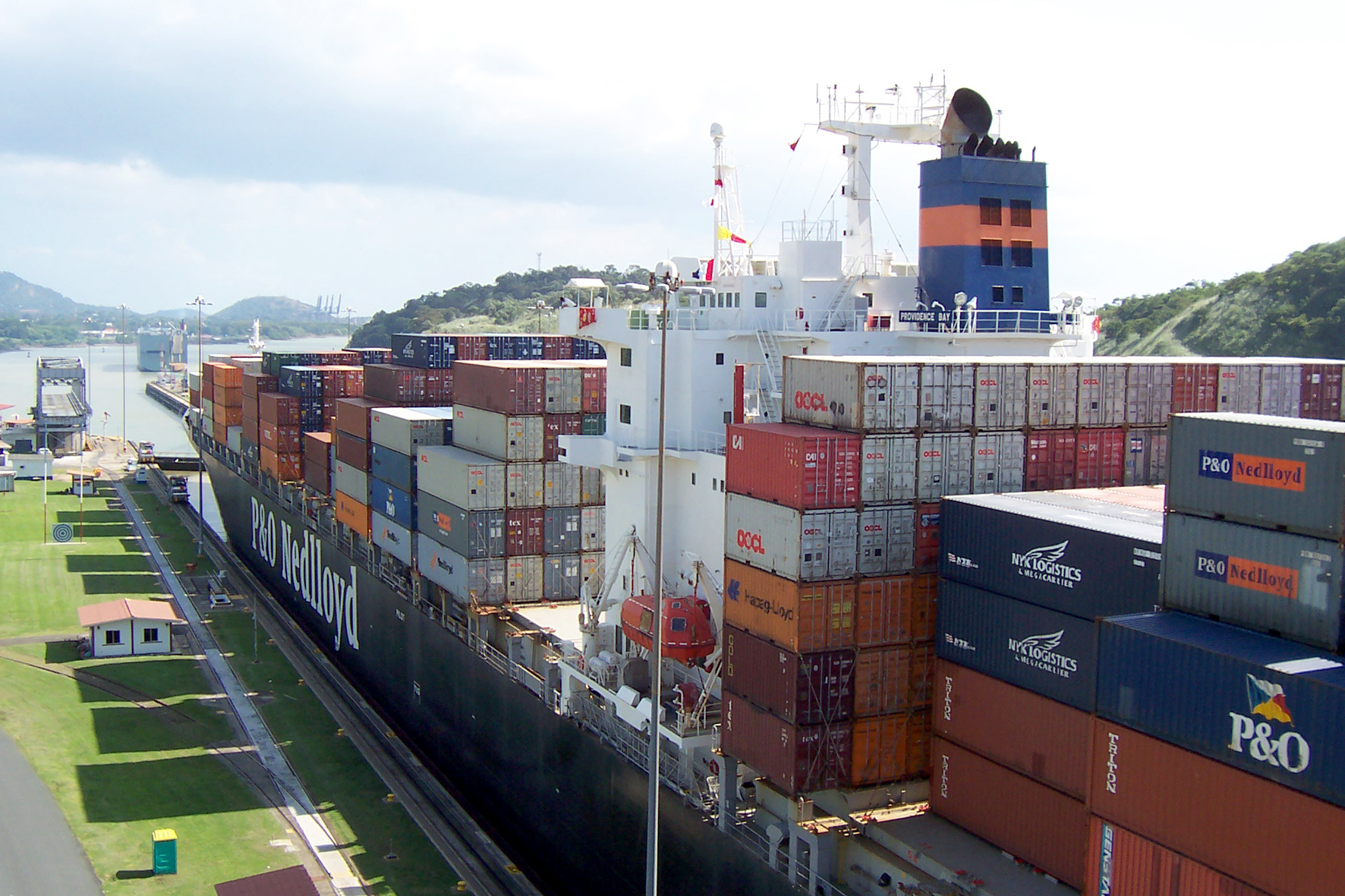
Passage du canal de Panama pour un porte-conteneurs.
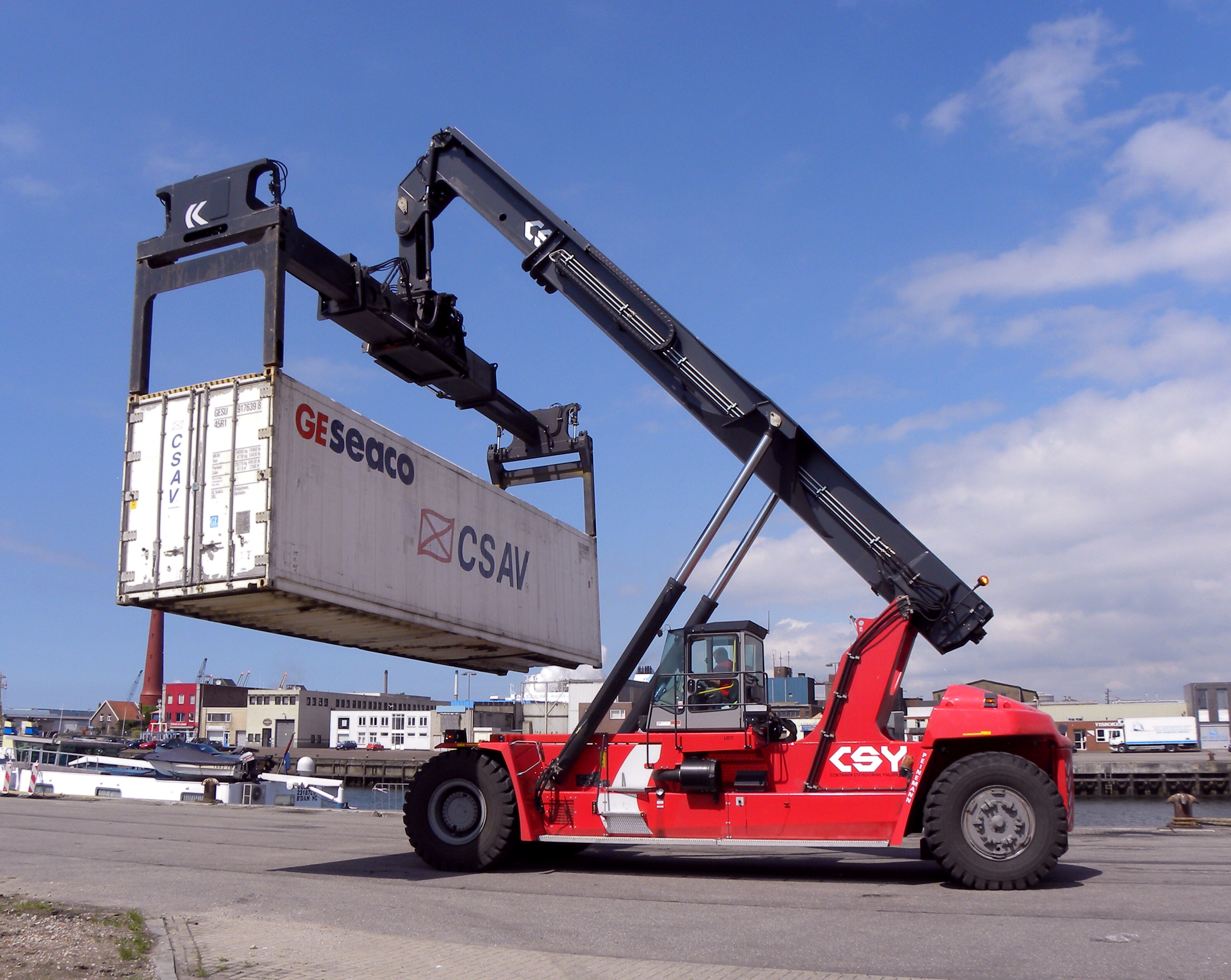
Manutention par tracteur lève-conteneur (reach stacker).
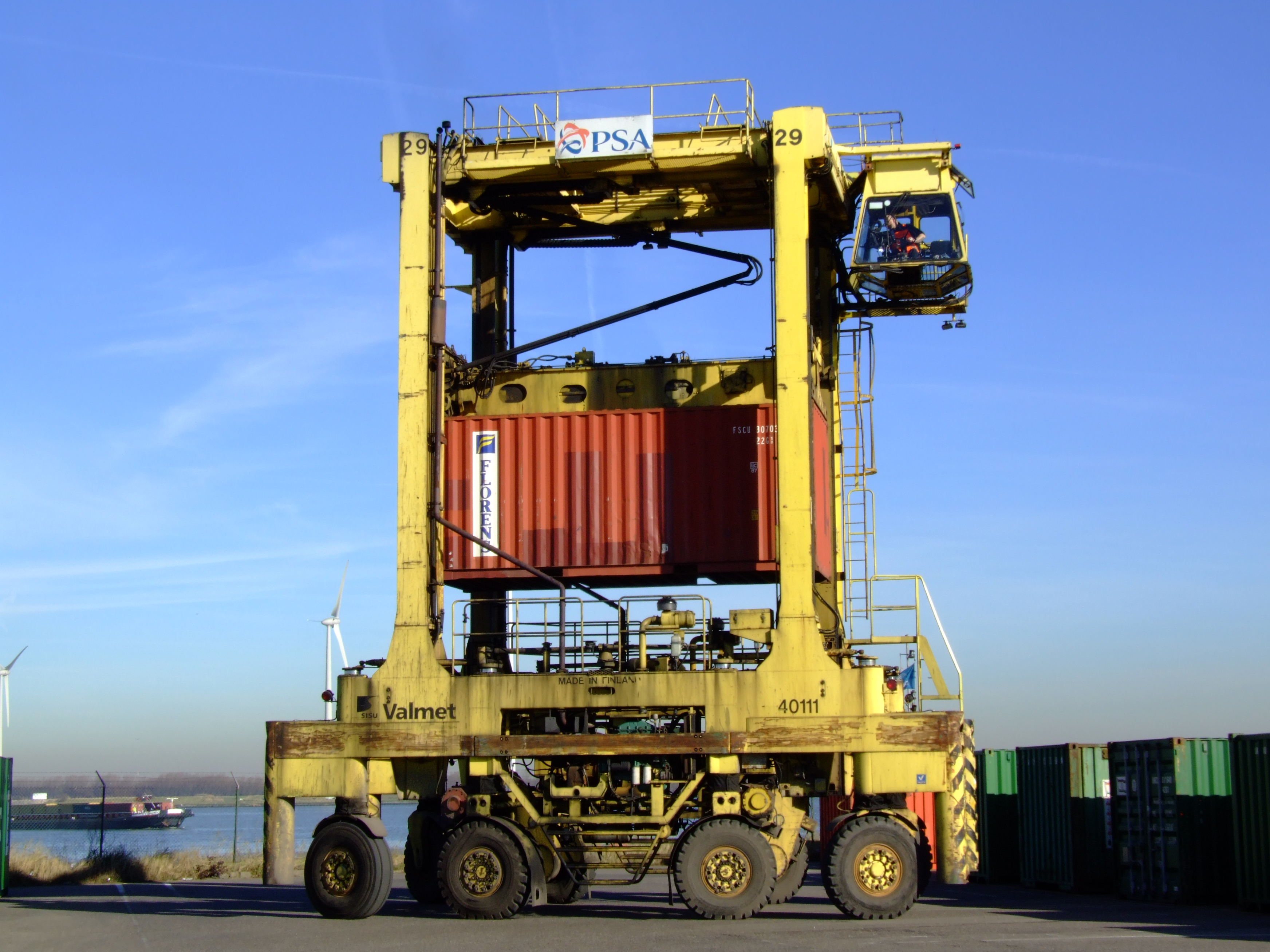
Portique automoteur (Chariot cavalier, ou cavalier gerbeur) transportant un conteneur.
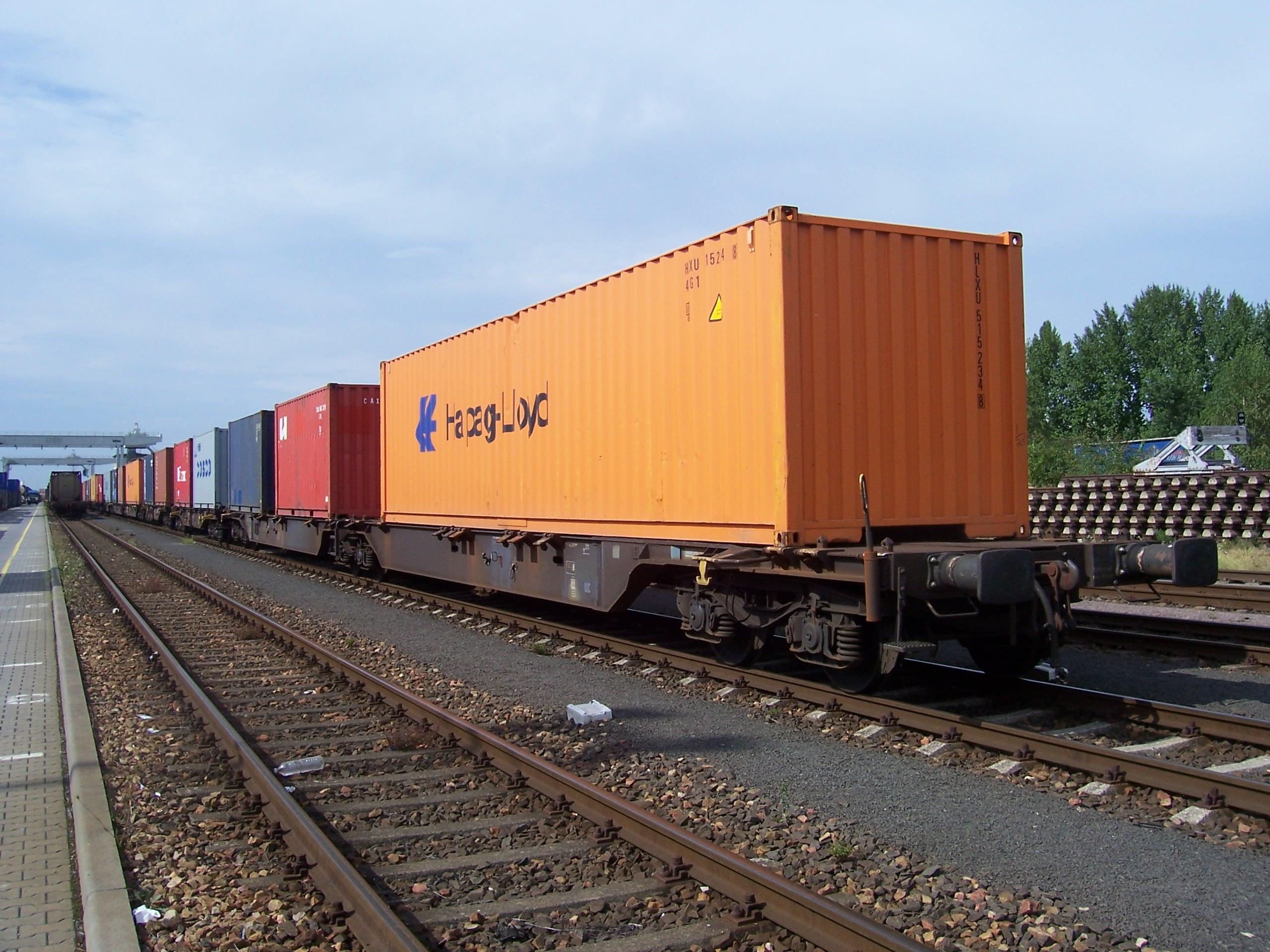
Train de wagons porte-conteneurs.
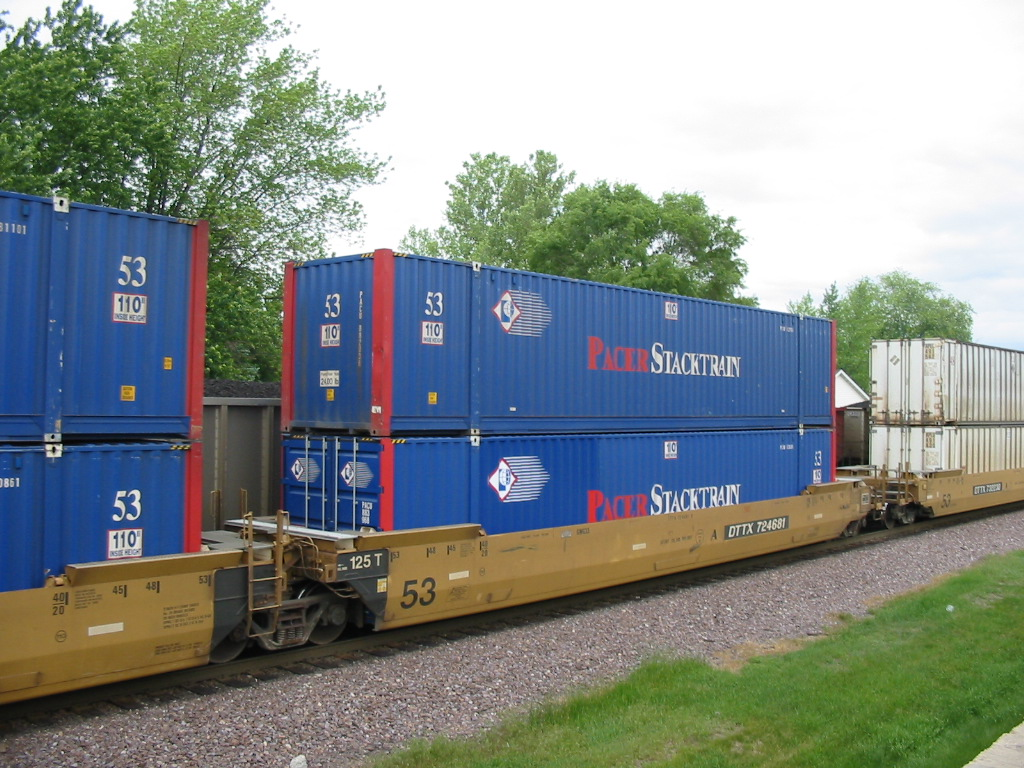
Wagons articulés double-stack.
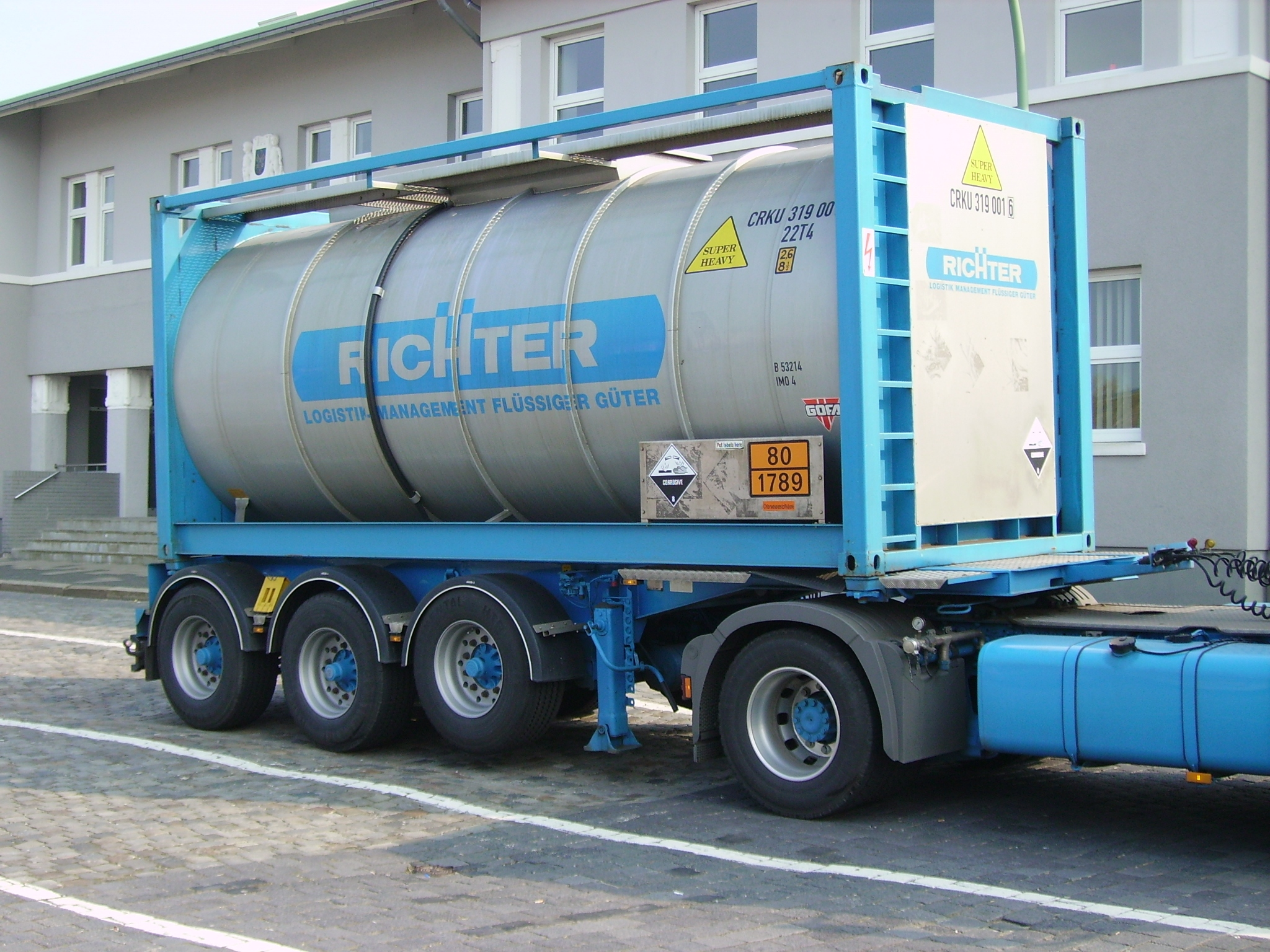
Semi-remorque pour conteneur de 20 pieds.
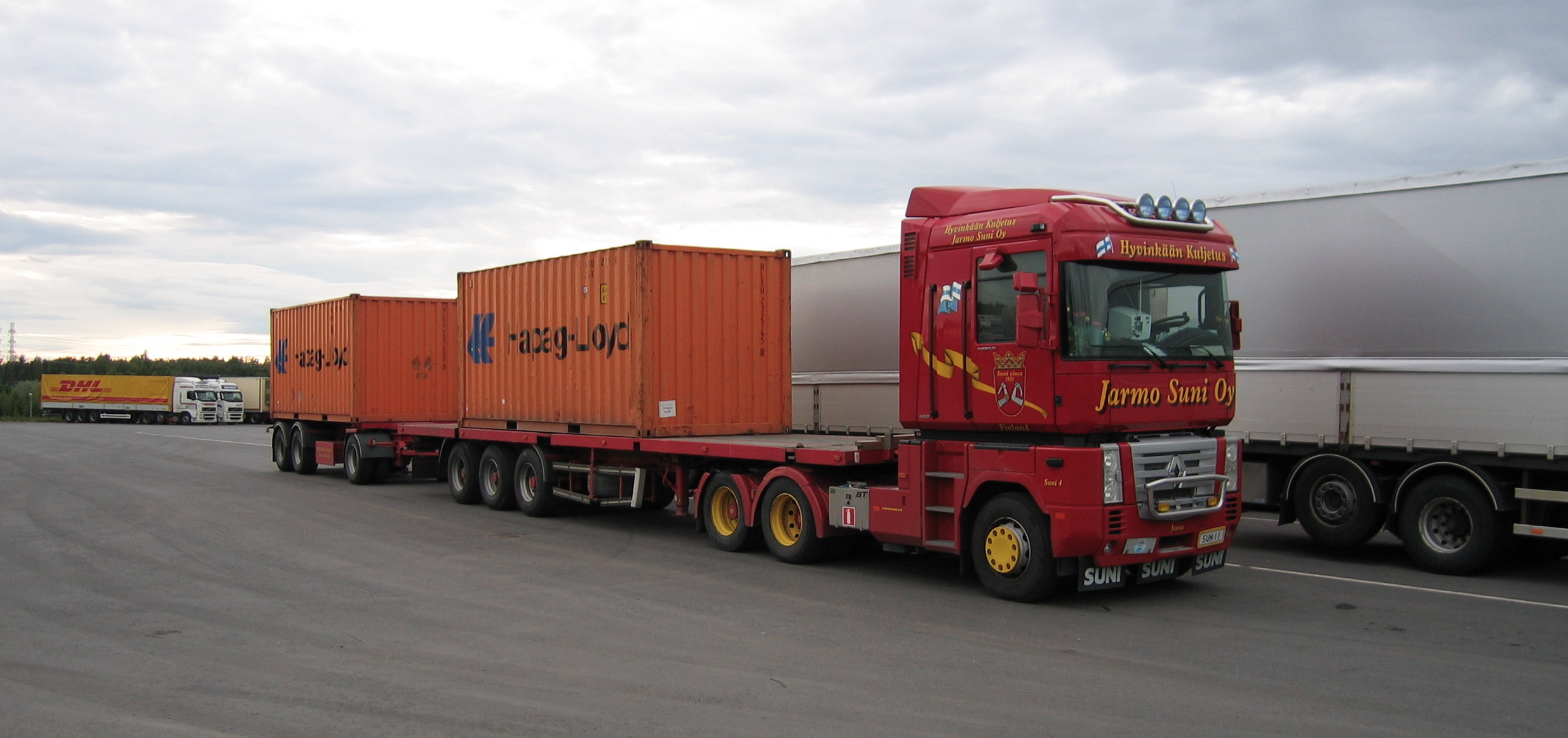
Ce train routier, composé d'un semi-remorque et d'une remorque, n'est plus réglementaire en Finlande.
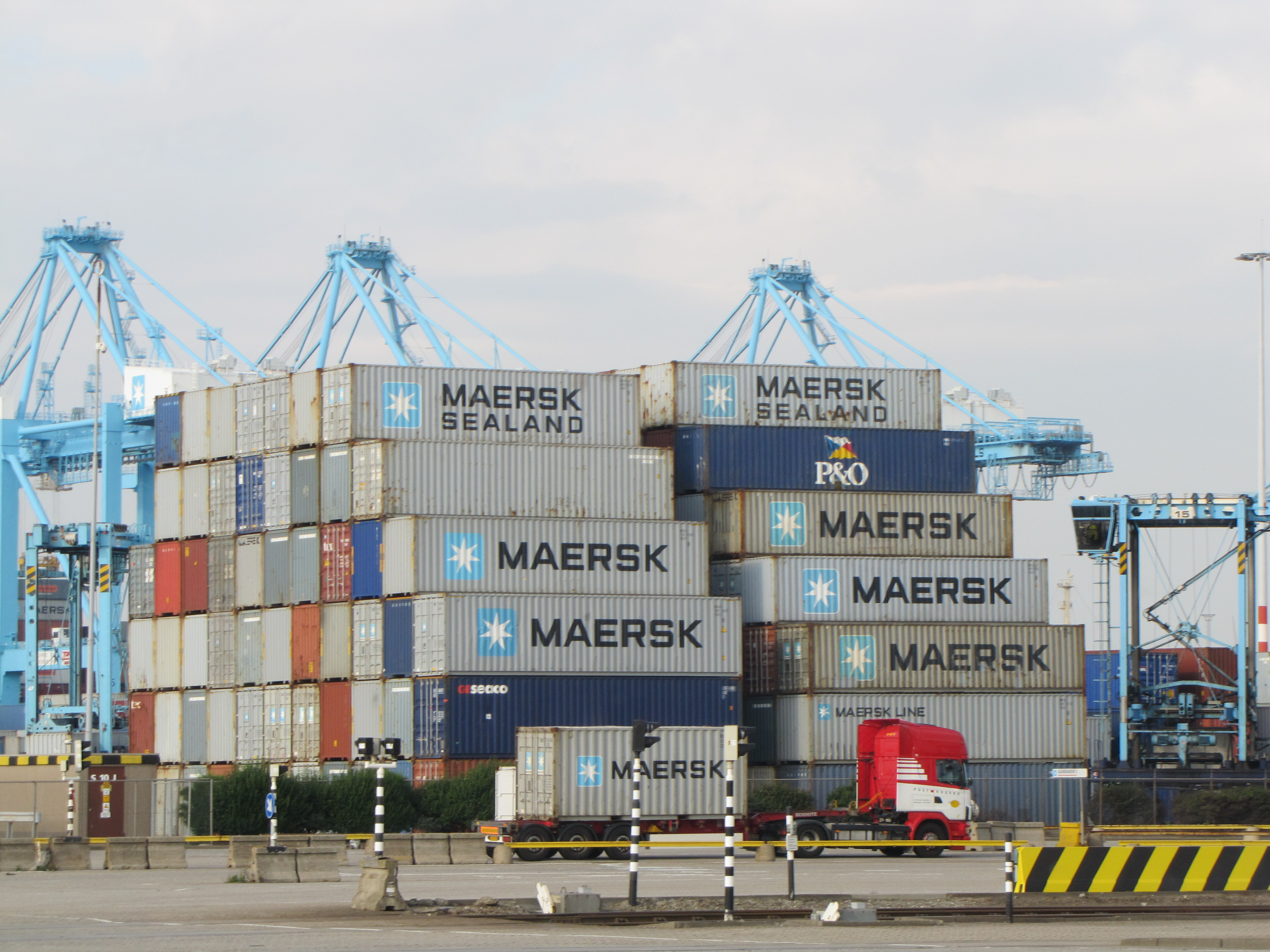
Empilement de conteneurs dans le port de Rotterdam.
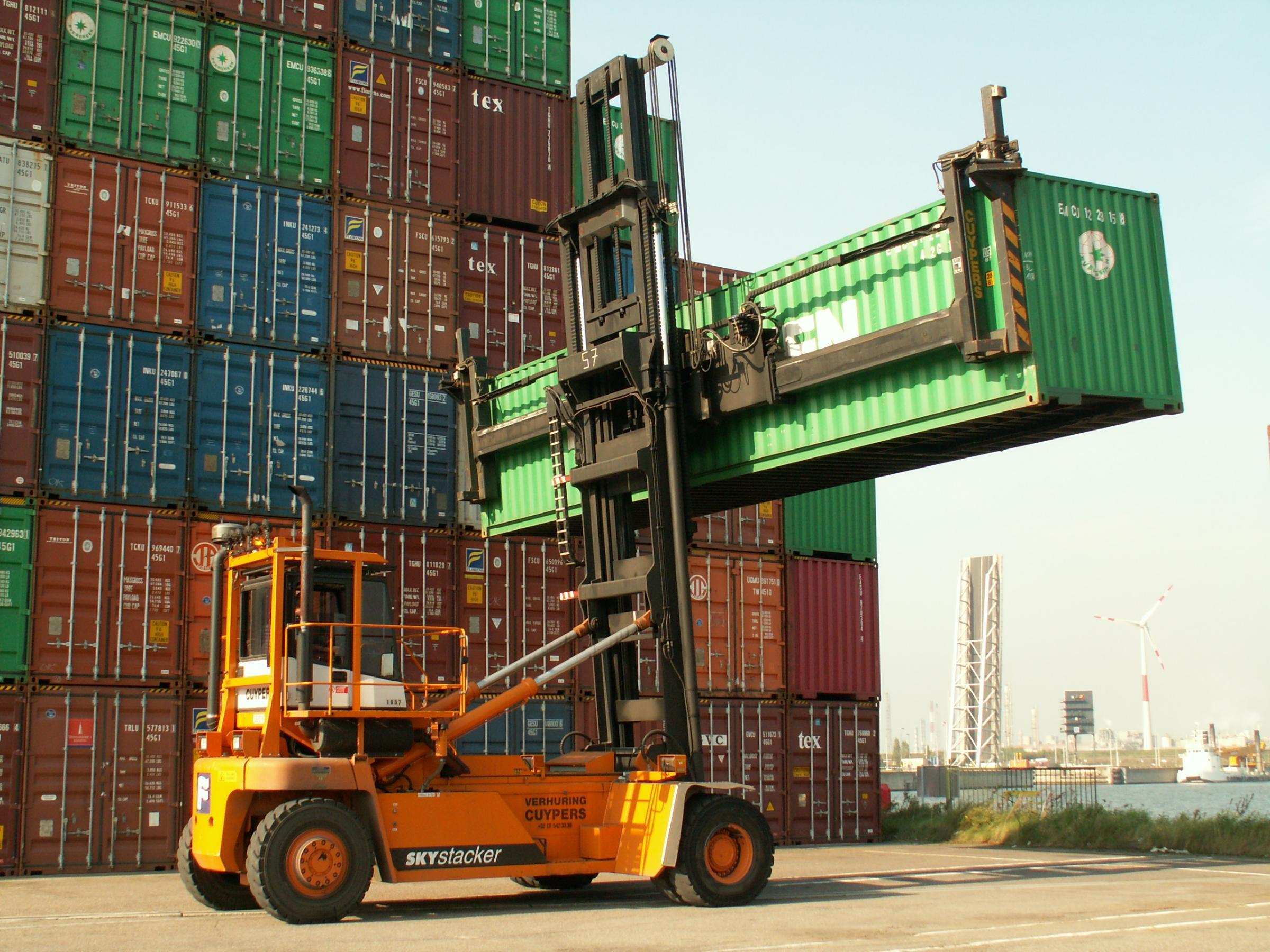
Conteneur manipulé par un stacker (en).
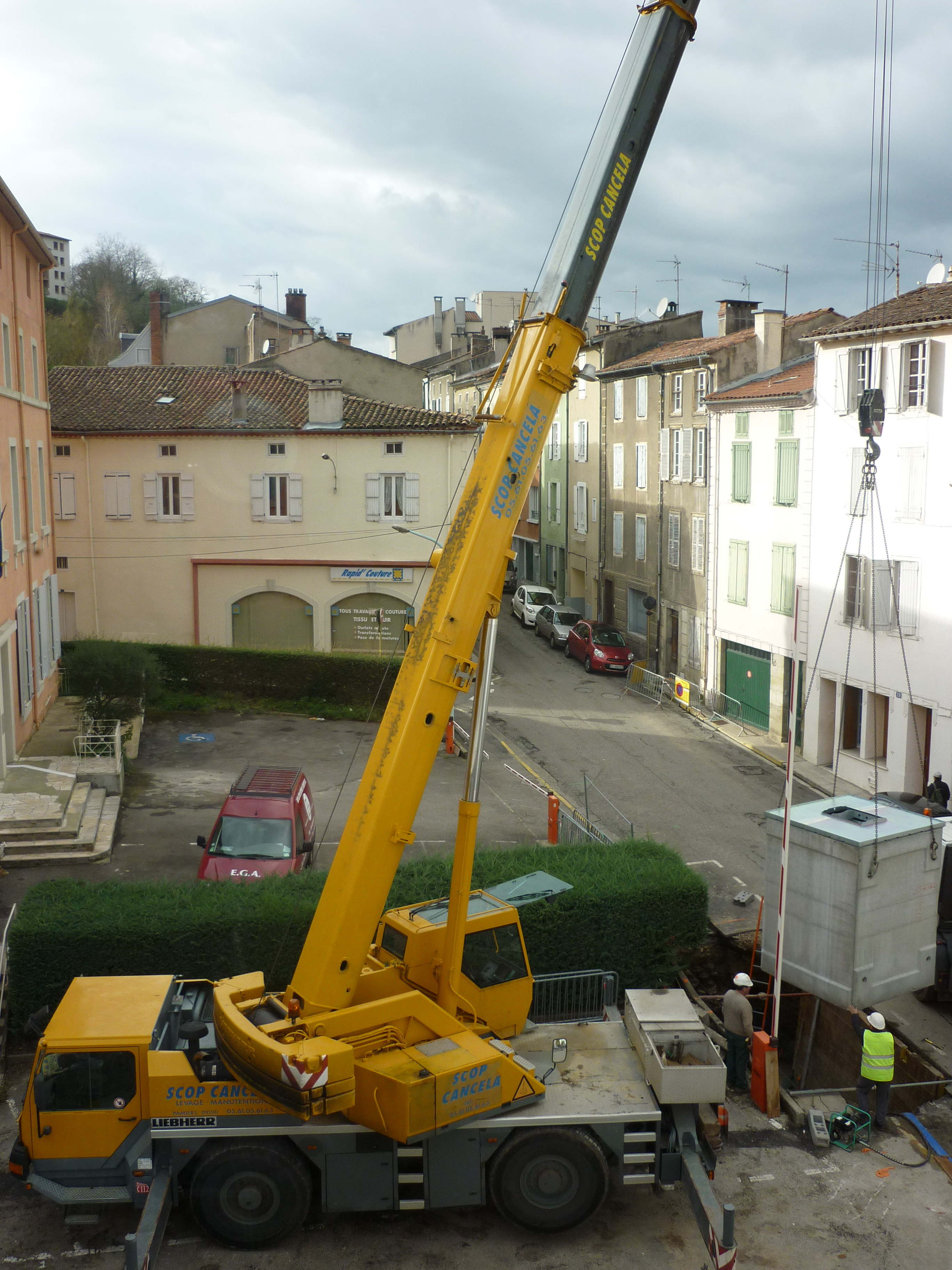
Grue autoportée mettant en place un conteneur enterré à ordures ménagères.
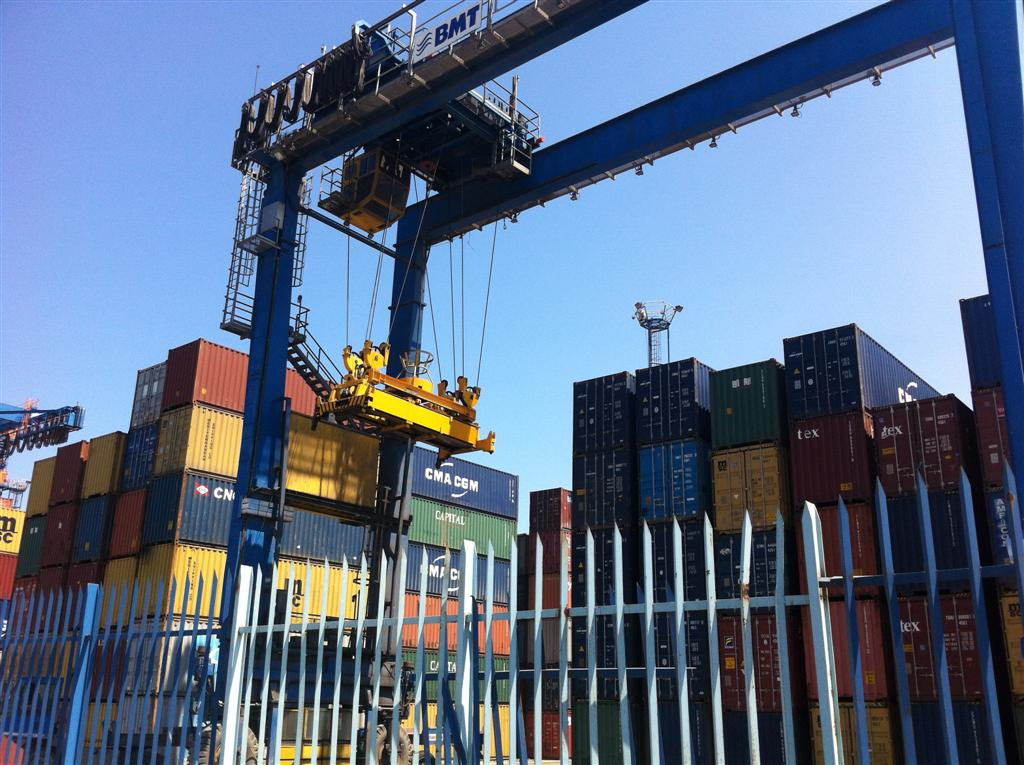
Lève conteneurs dans le port de Bejaia.
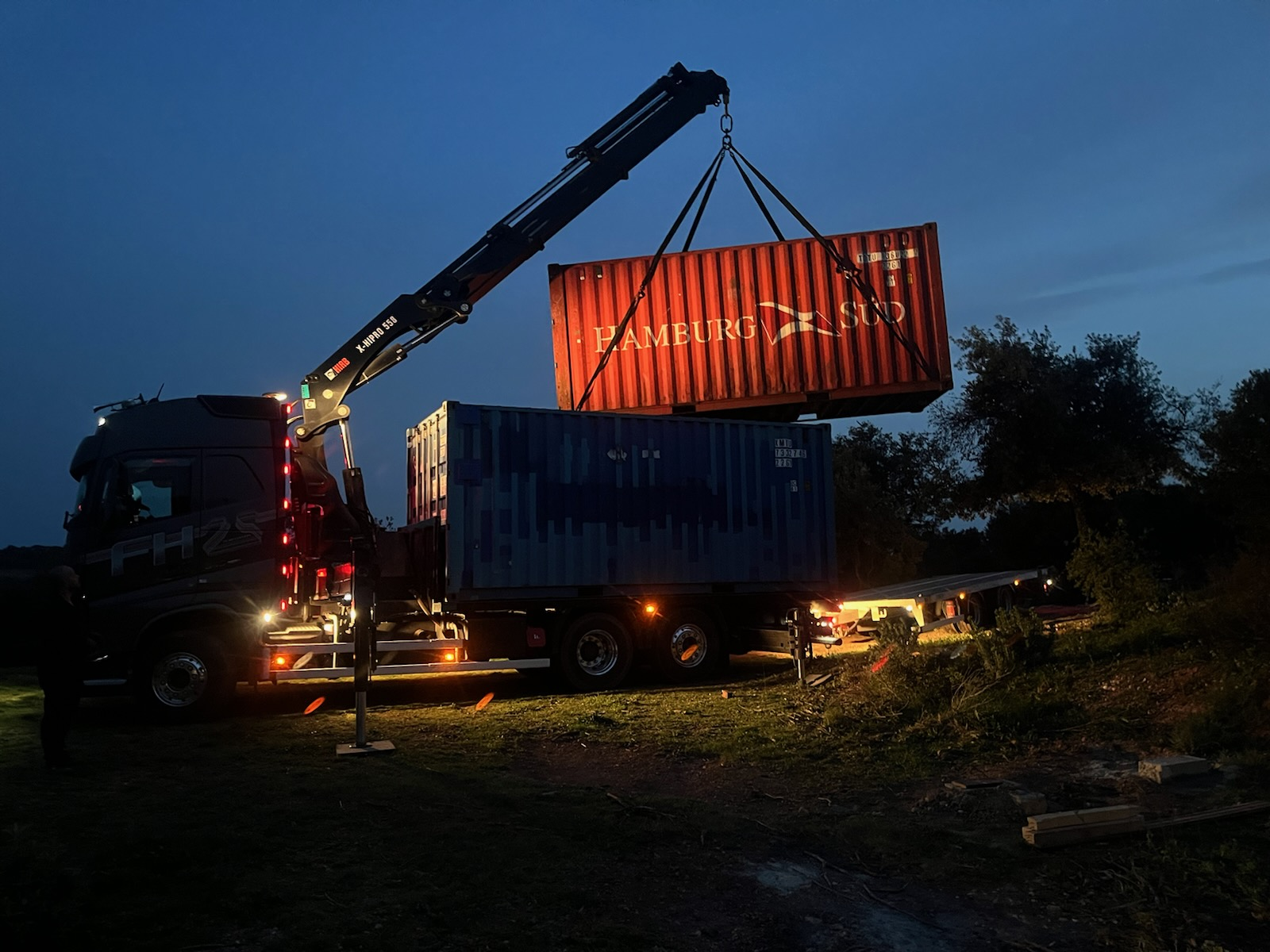
Déchargement d'un conteneur maritime 20 pieds d'occasion par bras de grue.

## Recyclage des conteneurs
Après plusieurs utilisations, il se peut que les dimensions des conteneurs ne respectent plus les conditions ISO initiales et/ou soient trop abîmées pour transporter de la marchandise. Au lieu d’être stockés ou broyés, ils peuvent être recyclés dans le domaine de l’architecture en tant que modules préfabriqués. L’espérance de vie d’un conteneur est jugée courte, environ douze ans et demi et donc chaque année plus de 1.5 million de conteneurs sont inutilisables en tant que moyen de transport. Ces conteneurs non transportables sont généralement utilisés pour des espaces de stockage ou recyclés comme du métal classique. Par ailleurs, un conteneur de 20 pieds coûte environ 2800 dollars (un peu plus de 2500 € en 2023), les prix dépendant généralement des fluctuations du marché de la ferraille. Ainsi, l’utilisation des conteneurs pour la construction peut amener à des prix largement moindres.

### Les conteneurs dans l'architecture
Les ex-conteneurs étaient au départ majoritairement utilisés pour des bâtiments d’urgence (bâtiments temporaires) afin d’aider à faire face aux catastrophes naturelles (tremblement de terre, tsunami…). Dans ces cas-là, l’architecture a peu d’importance aux yeux des constructeurs qui recherchent plutôt la rapidité d'exécution. D’ailleurs, l’architecture container a commencé avec une image publique négative car c’est l’ampleur importante des catastrophes naturelles qui a mis en avant ce type de projet.
En raison de leur compatibilité avec tous les systèmes de transport, leur accessibilité et leur résistance, les conteneurs sont idéaux pour contribuer à la construction des bâtiments (un parallélépipède rectangle en acier avec les dimensions standardisées suivant les normes ISO). Il est donc déjà possible de créer des bâtiments uniquement en jouant avec la latéralité et verticalité de ces boîtes, d’où sa démocratisation.
Toutefois, au fil des années, ce type d’architecture ne se consacre pas uniquement à des projets de survie. En effet, de nombreux autres projets utilisent des containers maritimes afin de proposer des solutions architecturales très variées. Adam Kalkin, par exemple, a construit en 2002 une maison de vacances nommée “12 containers house” à Brooklyn. Situé en bord de mer au milieu d’une forêt, l’inauguration a gagné énormément en popularité en raison de son architecture originale. 12 conteneurs recyclés ont été utilisés pour construire cette résidence secondaire. Ce même architecte a également construit une maison de retraite de 93 m2 dans le New Jersey, la Old lady House.

### Le conteneur comme habitat

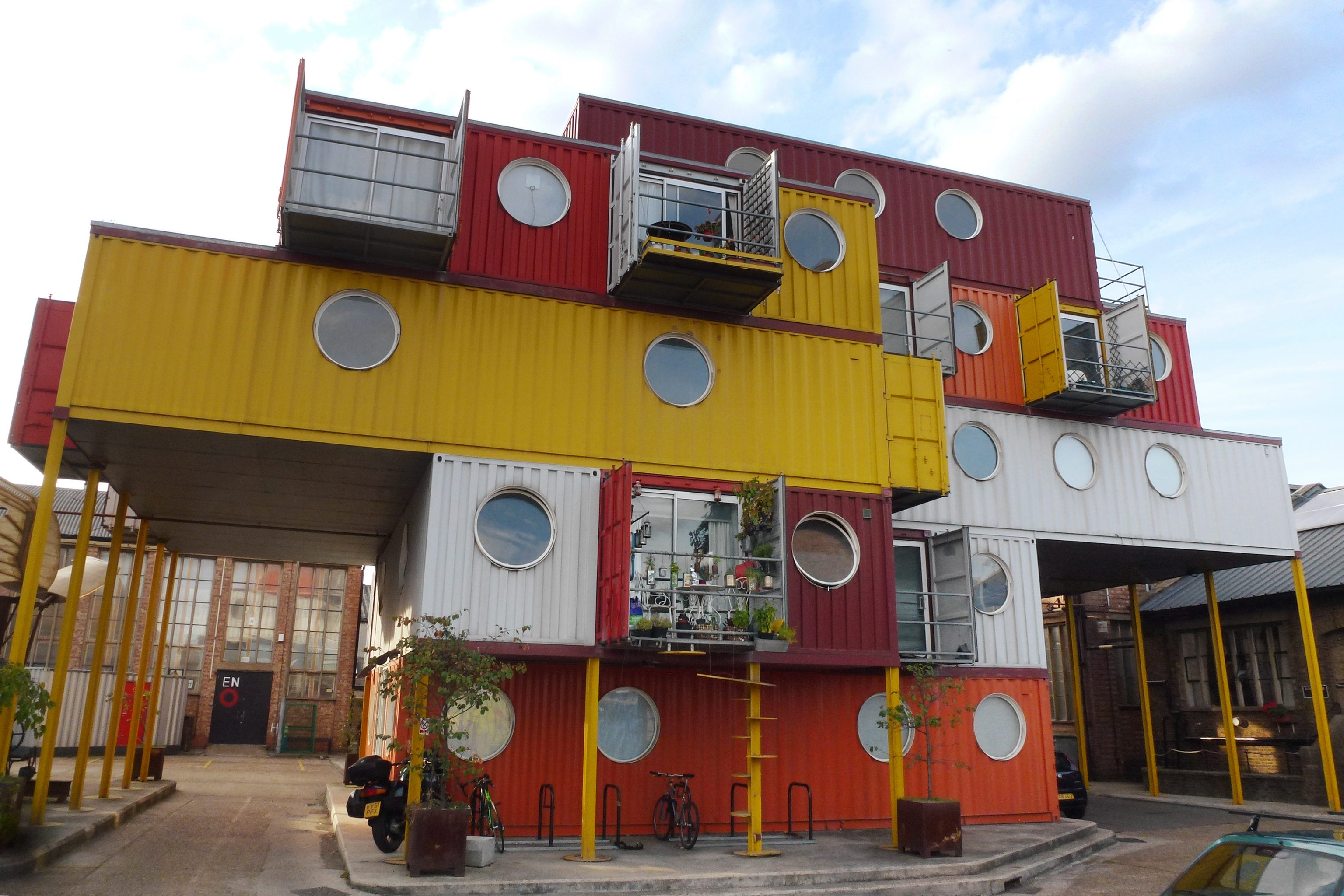
Container City II à Trinity Buoy Wharf en Septembre 2012.

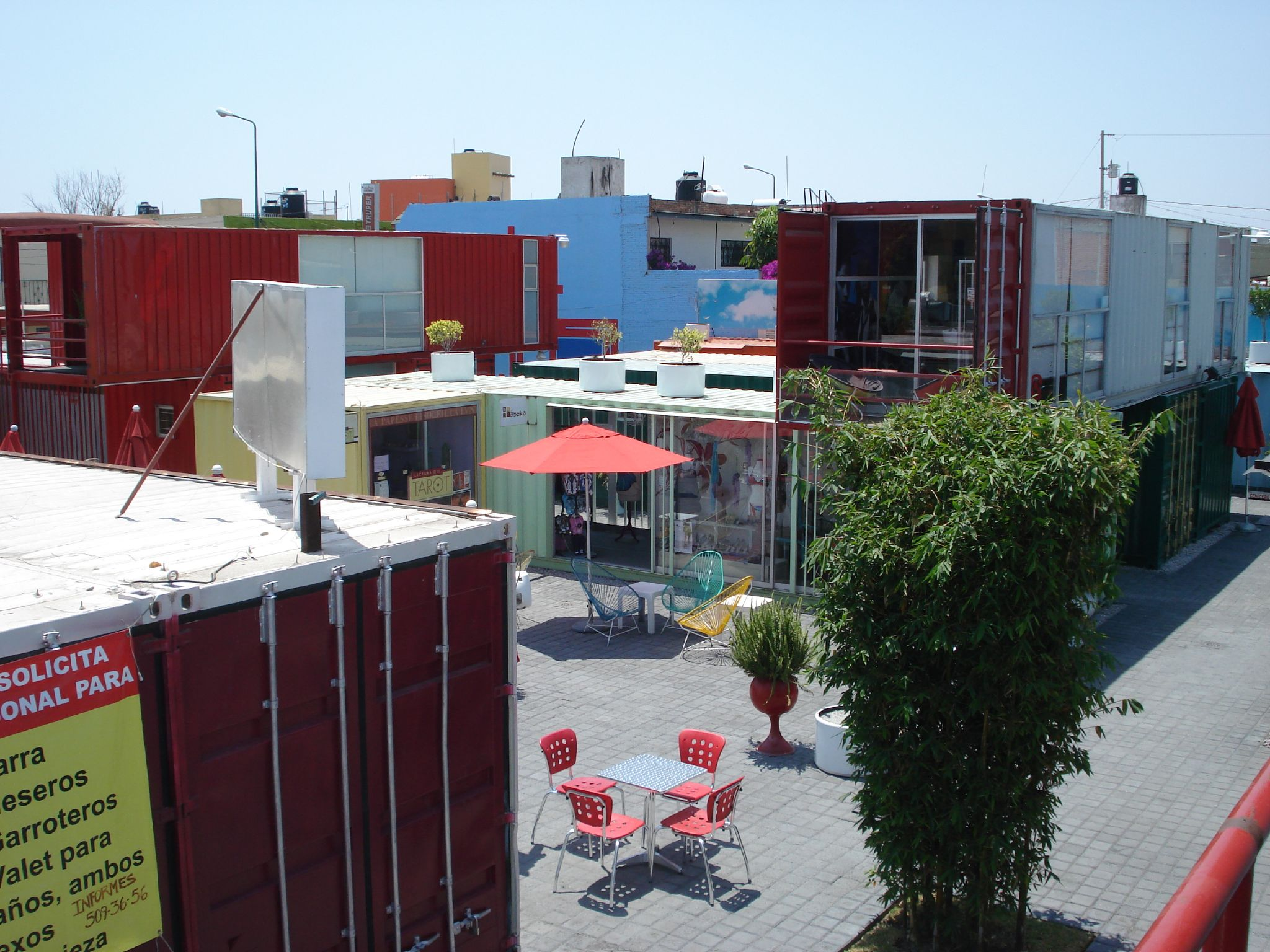
Container City, à Cholula, au Mexique, est un complexe de 4500 m2 de conteneurs recyclés en lieux de travail et d'habitation.

Il existe également des compagnies spécialisées dans la transformation de conteneurs en bureaux ou en maison-conteneurs destinées à l'habitation.
L'idée de transformer des conteneurs en habitat a émergé dans les années 1970. En effet, à cette période, de nombreuses personnes se sont retrouvées en situation de précarité à cause de la crise économique. Des pays comme l’Allemagne et les Etats-Unis, ont eu l’idée de transformer ces conteneurs en logement de fortune, ou en cellule de détention pour sans-papiers et demandeurs d’asile. Cependant, ces habitations ne sont globalement pas bien acceptées par les gouvernements de ces pays.
En 2001, Londres a créé sa première Container City, une structure construite à partir de 80% de matériaux recyclés, dont principalement des conteneurs. Ce projet s'est ensuite développé, et des bureaux en conteneurs se sont aussi créés dans le même quartier.
Depuis 2006 aux Pays-Bas, des artistes ont eu l'idée d'utiliser des conteneurs pour aménager d'abord des ateliers, puis des logements d'étudiants. Leur caractère empilable a permis à des architectes de développer le projet en les empilant sur plusieurs étages pour créer de véritables immeubles de cités universitaires. L'avantage est certainement moins le coût de revient, puisque, à confort égal, les aménagements de second œuvre sont identiques à ceux d'une construction en maçonnerie, que la rapidité d'une installation préfabriquée et autoporteuse, ainsi que le caractère rapidement démontable qui permet aux promoteurs de se dispenser de demander une autorisation de construire normale, comme s'il s'agissait d'un habitat de cantonnement[réf. nécessaire].
Le concept de logements étudiants en conteneurs a été inventé aux Pays-Bas par la société Tempohousing. Amsterdam a été la première ville d’Europe à accueillir une cité universitaire conçue entièrement en conteneurs. Plus de mille unités ont été installées.

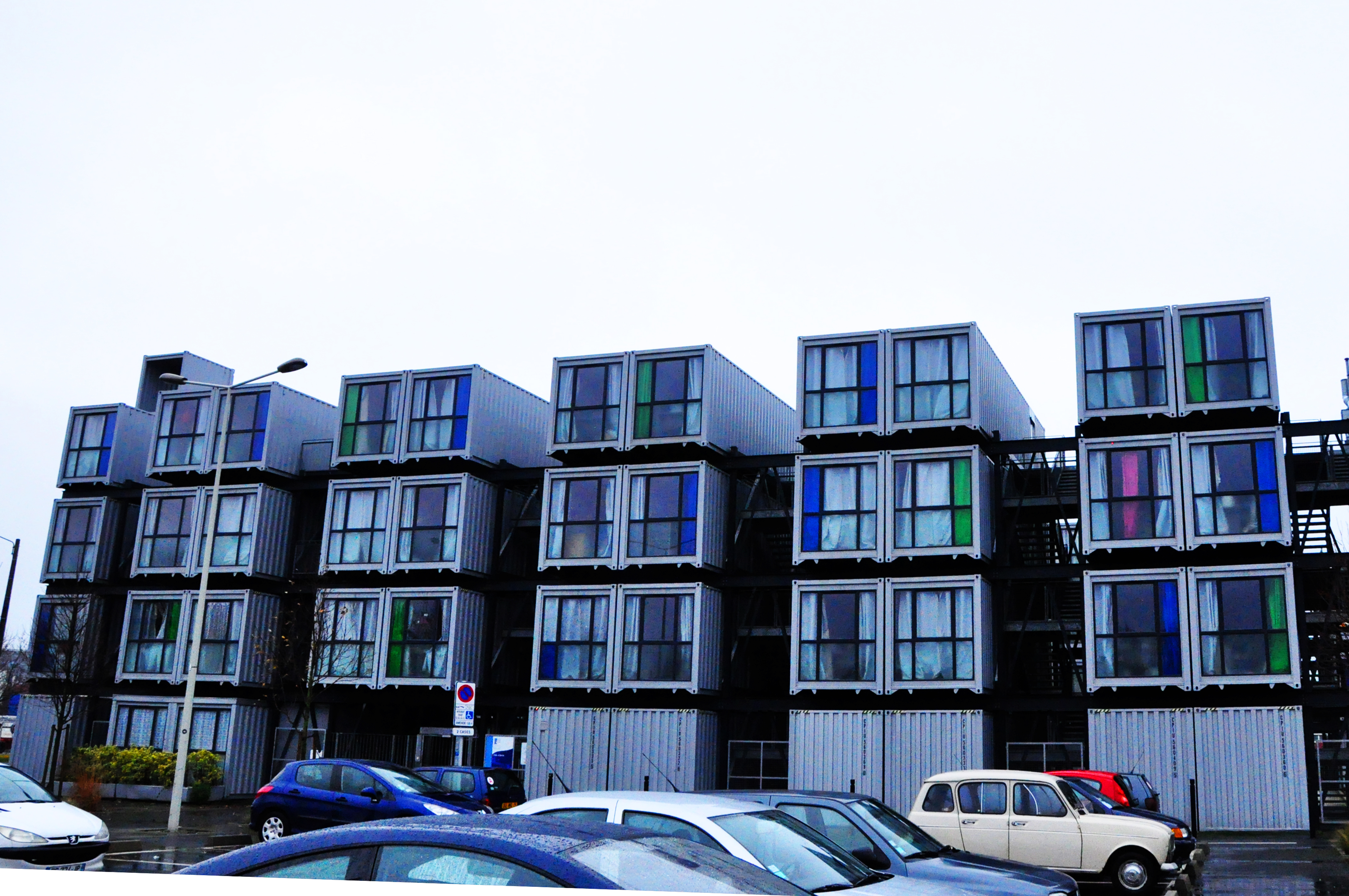
Containers aménagés en logements pour étudiants (Résidence A Docks, au Havre).

En France, la ville du Havre et le CROUS sont à l'initiative de la construction sur une friche portuaire d'une résidence universitaire faite de conteneurs assemblés, et démontables à l'avenir, inaugurée le 30 août 2010 sous le nom de « Résidence A Docks ». Une première en ce qu'il s'agit d'habitat collectif répondant aux normes françaises de construction. Cette Cité U comprend 98 logements de 25 m2 environ. Malgré leurs nombreux avantages (taille des logements, rapidité de construction…), ces logements ont été à l'origine de nombreuses polémiques dans la presse.
Certaines compagnies sont par ailleurs spécialisées dans la transformation de conteneurs en bureaux ou en maison-conteneurs destinées à l'habitation.
Par ailleurs, ce concept de conteneur peut être utilisé en tant que campement par l’armée et les entreprises minières.
De plus, depuis plusieurs années, un grand nombre de compagnies choisissent d’utiliser les conteneurs modifiés pour fin d’entreposage sécuritaire et étanche. Les conteneurs maritimes sont facilement accessibles et faciles à transporter. Les conteneurs maritimes modifiés deviennent de plus en plus populaires durant de grands événements puisque les marchands peuvent utiliser les conteneurs modifiés comme leurs magasins et garder leurs biens en toute sécurité durant la nuit ou durant des journées pluvieuses par exemple.

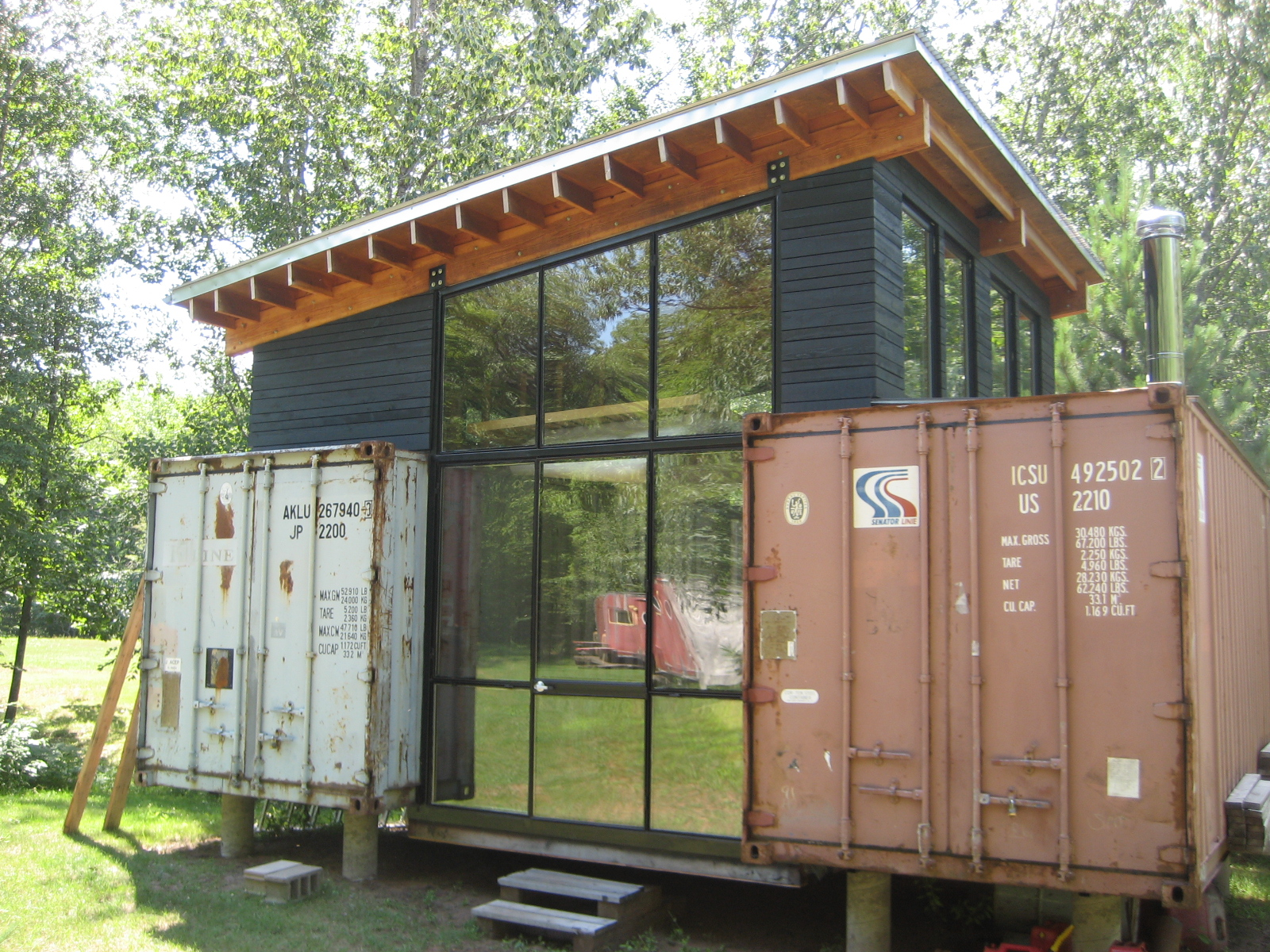
Maison de vacances à base de conteneurs.
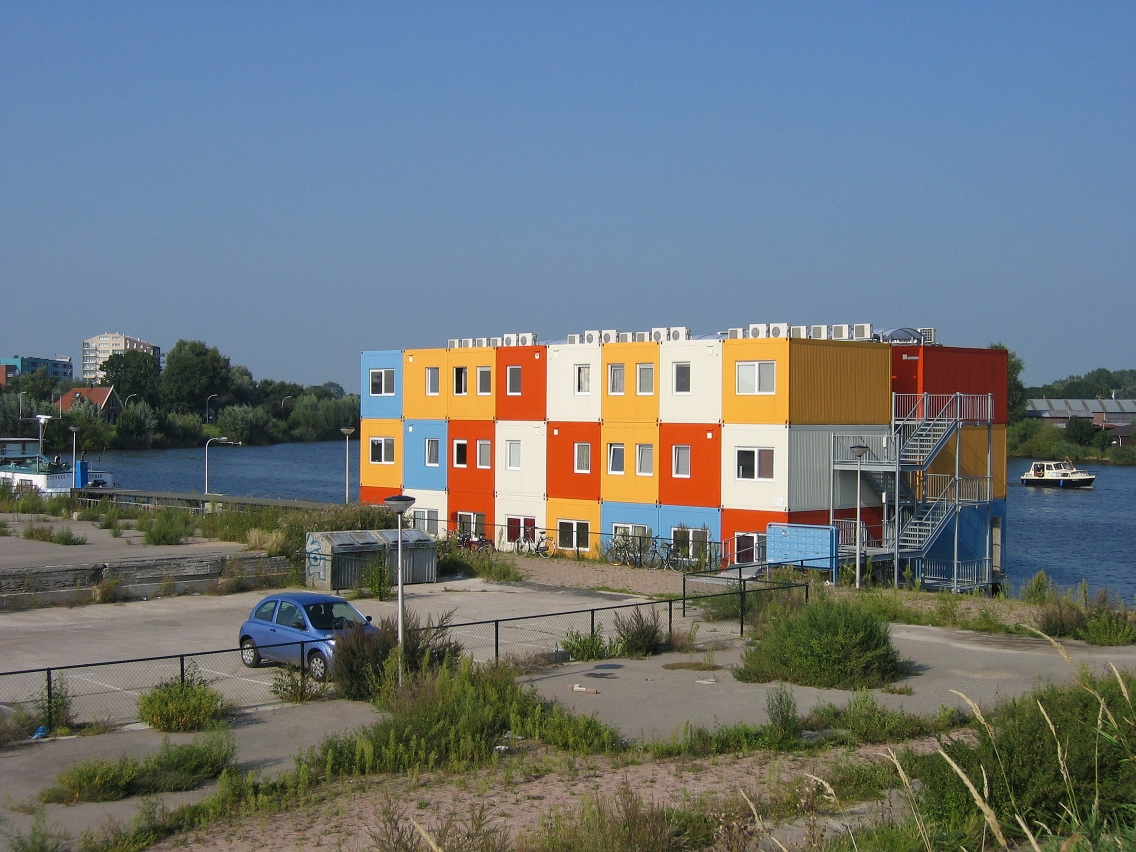
Barge avec conteneurs d'habitation à Zwolle (Pays-Bas).
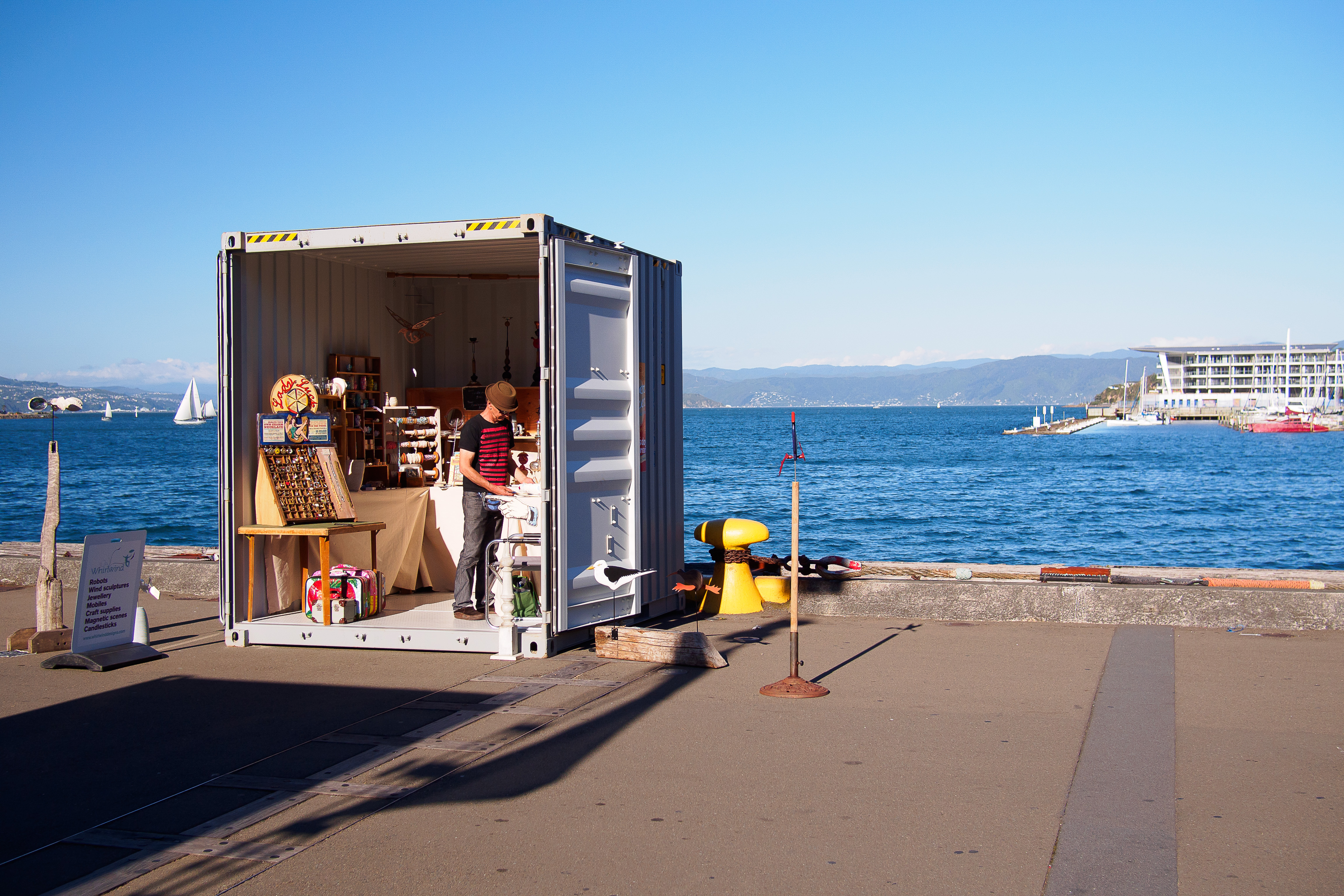
Petit magasin installé dans un conteneur dans le port de Wellington (Nouvelle-Zélande).

### Le conteneur en commerce
Le concept d’habitat en conteneur a depuis été détourné, et il existe des magasins, comme certains Auchan Minute en France ou la Freitag Tower de Zurich, ou encore des cafés, comme le Starbucks  de Northglenn, Colorado. Il existe même des malls entiers construits à partir de conteneurs, comme celui de Séoul, premier mall entièrement construit à partir de conteneurs par le groupe Kolon Industries.